# Toponymie normande
La toponymie normande est l'étude de noms de lieux de Normandie. Elle se distingue essentiellement de la toponymie française par un apport particulier d’appellatifs toponymiques issus de l’ancien scandinave et du vieil anglais, ainsi que par la présence d’anthroponymes norrois et anglo-scandinaves dans des composés. Ce superstrat spécifique est parfois qualifié de toponymie norma[n]nique.

## Historique

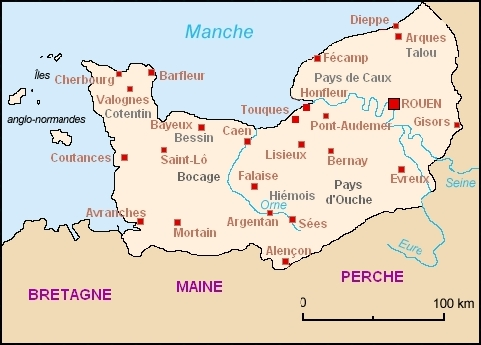
Principales villes anciennes de Normandie, cinq d'entre-elles : Dieppe (nom ancien inconnu), Cherbourg (attesté Coriallo au Haut Moyen Âge), Honfleur (nom ancien inconnu) et Barfleur (nom ancien inconnu) portent un nom d'origine scandinave (ou anglo-scandinave) ; Harfleur (attesté Caracotinum encore au Haut Moyen Âge), important port avant la fondation du Havre à côté, n'est pas mentionné sur la carte.

La toponymie normande est fondée sur un substrat celtique et gallo-roman conséquent, ainsi que sur un apport plus limité de toponymes (comme Hodeng, Barc, Bouafles, Avesnes, etc.) et d'appellatifs toponymiques affixés (comme -bourg, -ham, etc.) empruntés aux langues germaniques occidentales (vieux bas francique, vieux saxon) notamment dans le pays de Bray et le Bessin. En revanche, les anthroponymes germaniques entrant dans la formation des noms de domaines basés sur des appellatifs romans affixés (comme -court, -ville, -bosc, -mesnil) au Moyen Âge, sont beaucoup plus nombreux (pour toute cette partie, se référer à toponymie française). Ces caractéristiques générales ne concernent pas tous les pays normands de manière uniforme, ainsi les anthroponymes d'origine scandinave ou anglo-scandinave dominent dans le pays de Caux, le Roumois, l'estuaire et la basse vallée de la Seine, le Clos du Cotentin, les côtes ouest du Cotentin et les environs de Caen. Ils se combinent généralement à des appellatifs toponymiques issus du vieux scandinave, de l'anglo-saxon ou du gallo-roman pour former un ensemble caractéristique propre à la seule Normandie, qualifié parfois de toponymie norman[n]ique. On y rencontre également des adjectifs qui procèdent aussi du vieux scandinave et de l'anglo-saxon en composition avec des appellatifs de même origine. Dans ces régions, les éléments normaniques ont souvent supplanté les toponymes antérieurs. Ils restent des témoins de l'emploi d'une variété ou de plusieurs variétés de langues nordiques jusqu'au XIe siècle, même si le clerc tourangeau Benoît de Sainte-Maure affirme que l'on parlait encore « danois » sur les côtes normandes au XIIe siècle. Par contre, les pays normands du sud (Campagne de Saint-André, pays d'Ouche, Hiémois, Bocage virois, Domfrontais, pays d'Houlme, pays d'Andaine, Mortainais), ainsi que l'Avranchin et le Bessin non côtier ont été peu touchés par l'installation des colons nordiques et ils ont conservé un substrat pré-normanique significatif et à l'inverse, ne recèlent guère, à des degrés divers, d'éléments scandinaves et anglo-scandinaves. Le Perche ornais et les régions limitrophes (Île-de-France, Picardie, Bretagne et Maine) sont exempts de superstrat nordique, hormis quelques transferts de toponymes et quelques microtoponymes issus de l'ancien normand et non pas du scandinave (exemple : le Becquet à Saint-Paul (Picardie, Oise), la Houlle à Cancale (Bretagne) ou la Hogue à Aleth, Saint-Malo (Bretagne), etc. Ces formations toponymiques avec l'article défini roman (le ou la) sont apparues vers l'an 1000. Ailleurs en France, les spécialistes de l'onomastique ne décèlent aucune trace linguistique (toponyme, microtoponymes et anthroponymes) d'une implantation des Scandinaves.
Le présent article n'a pas pour sujet les créations toponymiques postérieures aux XIe et XIIe siècles, comme les noms en -ière basés sur un patronyme ou encore ces noms de famille pris absolument que l'on rencontre principalement dans les microtoponymes.

## La spécificité régionale des noms en-ville

Noms de communes de France composés avec l'appellatif -ville. Manque sur la carte, les formations languedociennes et gasconnes en -viale, -vielle et -fielle.

Les formations toponymiques les plus répandues en Normandie sont les composés médiévaux en -ville qui signifient anciennement « domaine rural ». Cet appellatif toponymique a été employé du VIIIe siècle au XIIe siècle en Normandie, et plus particulièrement entre le IXe siècle et le Xe siècle. Les toponymes en -ville, formés sur le roman villa, sont « déjà en pleine productivité à l'époque franque », avant de se voir associer à un anthroponyme scandinave. Ils trouvent leur origine étymologique dans le latin villa rustica « grand domaine rural ». 
L'exemple le plus anciennement cité (précisément daté) dans cette province est celui de Bourville en 715, sous la forme latinisée Bodardi villa et qui se traduit par « le domaine rural de Bodard(us) », Bodard(us) étant un anthroponyme germanique qui se poursuit dans les patronymes Bouard et Buard. Parmi les attestations très anciennes, on note aussi antérieurement au XIe siècle, Mondeville (Calvados, Caen, Amondevilla 989, Amundi villa en 990) composé avec le nom de personne scandinave Ámondi ou encore Ingouville (Seine-Maritime, pays de Caux, Ingulfi villam 990) avec le nom de personne norrois Ingulfr / IngulfR.
Les colons anglo-scandinaves ont donc perpétué l'usage de -ville, que les autochtones gallo-francs avaient initié. C'est de l'époque de leur installation aux IXe, Xe et XIe siècles que datent la plupart de ces formations toponymiques. L'appellatif suffixé -ville (parfois préfixé Ville- dans l'Avranchin ex : Villechien) est généralement précédé d'un nom de personne ou beaucoup plus rarement d'un autre appellatif ou d'un adjectif. Parfois, on rencontre plusieurs toponymes contigus basés sur le nom du même personnage dans les limites d'une seule commune ou de deux communes voisines, ils forment généralement des couples toponymiques ou paires toponymiques, voire exceptionnellement des triplets, quadruplets, etc. Il arrive ainsi de voir associés : Gatteville et son étang de Gattemare; Illeville-sur-Montfort et sa mare d’Illemare; Bretteville-du-Grand-Caux et sa mare de Brettemare; Ricarville (pays de Caux, Ricartville 1431) et sa mare de Ricartmare (Ricartmare vers 1379); Honnaville (pays d’Auge, Gonneville-sur-Honfleur) et sa rivière de Honfleur; Crémanville (pays d’Auge, Ablon) et sa rivière de Crémanfleur (pays d’Auge, la Rivière-Saint-Sauveur, Cramefleu, Cremafleu 1454); Muneville-sur-mer (Cotentin, Mulevilla, s. d., Mulleville sur la Mer 1503) et son ruisseau Le Mulambec; Catteville (pays de Caux, Crosville-sur-Scie) et la colline de Cathehoulle; Vatteville (Vexin normand) et son port de Vatteport; Étoupeville (Cotentin, à Sotteville, Estobavilla 1093) et son bois d’Étoublon (Stobelont vers 1000); Cideville et Cidetot (pays de Caux); Hattenville et Hattentot (pays de Caux); Iville et Vitot (Campagne du Neubourg); Acqueville (Cinglais, Achevilla 1190, Akevilla 1204) et Achelunda en 1070 - 79; Hondouville (Evrecin) et Hondemare, etc. Triplet : Appeville, Aptot et Aptuit (Roumois), etc.. 
Pour les formes attestées dans des documents rédigés en latin médiéval (cartulaires, chartes, pouillés, etc.), les scribes et les clercs ont utilisé de manières diverses des formes latines pour les noms aujourd'hui en -ville Le latin VILLA est systématiquement noté villa selon l'étymon latin, En revanche, le premier élément, quand il s'agit d'un nom de personne, a souvent reçu la désinence -i du génitif masculin des noms latins terminé par -us, par exemple Amundi villa en 990 (Mondeville, Calvados), ou parfois la désinence -a qui correspond à l'accord féminin avec le nom commun villa, tout comme un adjectif, donc un nominatif, par exemple Helgavilla en 1035 (Heuqueville, Eure). La désinence -us a été ajoutée aux anthroponymes d'origine germanique par les clercs, et ce, partout en France et ils sont cités de cette manière par Marie-Thérèse Morlet ou Ernest Nègre, mais pas par Albert Dauzat. Les noms de personnes scandinaves en -i (nominatif norrois) Amundi et Helgi devraient être latinisés au nominatif latin en Amundus et *Helgus, ce qui semble être rarement le cas, du moins pour le nom Helgi, qui est encore porté par un personnage Petrus Helge de Fayo mentionné dans un document latin en 1227. Le [i] scandinave était déjà passé à [ə] en normand noté e dès les plus anciennes attestations comme en témoigne la mention Amundevilla de 989. Le nominatif latin en -a des anthroponymes scandinaves en -i qui s'accorde, comme un adjectif, avec -villa, par exemple : Stalavilla en 1185 (Étalleville); Helgavilla en 1035 (Heuqueville); Cara villa vers 1024 (Carville, Darnétal); Caravilla en 1107 (Carville, Calvados); Barnavilla en 1023 - 1026 (Barneville-Carteret, Manche, Cotentin), etc., est similaire à la désinence du génitif norrois -a des noms en -i, comme l'illustrent par exemple Káratótt (Islande) ou Karatofta (Suède) équivalents des Cartot / Carville normands.
| cas       | norrois | latin médiéval | normand           |
| --------- | ------- | -------------- | ----------------- |
| nominatif | Helgi   | Helga adj.     | ...               |
| génitif   | Helga   | Helgi          | ...               |
| cas sujet | ...     | ...            | Heugue- / Heuque- |

Les noms de personnes anglo-scandinaves terminés par une consonne ont aussi reçu une terminaison latine en -us dans les textes, comme en témoigne par exemple Torfridus, Torfredus (vieux norrois Þórfríðr, vieux danois Thorfred), personnages évoqués à l'époque de la normandie ducale, et dont on rencontre le même nom dans les nombreux Touffreville, cependant la mention latinisée du type Toffredivilla, Turfredivilla en 1230, avec -i du génitif, pour Touffréville (Calvados) reste exceptionnelle.
Par contre, de manière générale en France, les hypocoristiques germaniques terminés par -o conservent au nominatif leur -o, mais ont souvent reçu la désinence -onis du génitif (par exemple Bouzonville, Lorraine, Moselle, Buosonis villa 1106), qui correspond au cas régime de l'ancien français en -on. Ces formes en -onis / -on (parfois -an / -en) sont exceptionnelles en Normandie, contrairement à ce que l'on observe en Lorraine ou dans la Beauce par exemple. Ainsi, l'hypocoristique Boso, extrêmement fréquent dans cette province, apparaît toujours sous la forme Beuze- comme dans les nombreux Beuzeville, typiques de l'aire normande, alors qu'ailleurs on trouve Bouzonville, Bouzanville, etc.,. On peut citer aussi les Fronville de Belgique (Fredonvilla 1066) et de Champagne qui correspondent aux Fréville normands, par exemple : Fréville (Seine-Maritime, pays de Caux, Fontaine-la-Mallet, Fredivilla, Fredevilla 1035). De sorte que, par exemple, Tronville (Valcanville, Manche, Val de Saire, Tronvilla 1189), n'est sans doute pas, malgré les formes peu anciennes dont on dispose, équivalent aux Tronville (Lorraine, Meurthe-et-Moselle), Tronville-en-Barrois (Lorraine, Meuse, Tronville 1402) et Tronville (Moselle, Gorze, Trudonisvilla 1169) qui remontent à Trudon-ville, sur le nom de personne germanique occidental Trudo au cas régime et Blangy-Tronville (Somme, Trucivilla 1105) d'origine encore différente. Tronville (Manche) pourrait s'expliquer par l'anthroponyme scandinave Þróndr (vieux danois Thrond), en tout cas plus vraisemblable que Trudo, à moins qu'il ne s'agisse de tout autre chose.
En ce qui concerne la nature des noms de personnes trouvés dans les formations en -ville, François de Beaurepaire a émis l'hypothèse d'un lien familial entre propriétaires de domaines fonciers, lorsque l'on identifiait un même élément au sein de toponymes (en -ville ou non) situés à proximité les uns des autres. En effet, on peut remarquer que dans quelques cas, des éléments anthroponymiques germaniques analogues se trouvent dans des noms de domaines contigus, par exemple : Heudebouville, Fontaine-Heudebourg et Heudreville-sur-Eure. On constate que l'élément de base des anthroponymes ci-dessus est le germanique hild. Or, on sait par ailleurs que ces unités linguistiques se transmettaient par filiation de génération en génération chez les Germains. On peut donc supposer qu'il s'agissait de membres d'une même famille. Le même système de dérivation anthroponymique a peut-être existé chez les Anglo-Saxons, ce que pourrait suggérer la proximité d'Allouville-Bellefosse, d'Alvimare et d'Alvimbusc, formés peut-être respectivement avec les noms Æthelwold et Æthelwin/ Alwin sur la base du même thème æthel, à moins qu'il ne s'agisse là encore de noms de personnes issus du germanique continental indépendants les uns des autres, puisque ce type de formation anthroponymique n'a sans doute pas pu se perpétuer dans le domaine roman jusqu'au Xe siècle, les appellatifs -busc et -mare n'étant pas antérieurs à cette époque.
Nombre de ces toponymes en -ville sont basés sur un nom de personne analogue, le plus souvent norrois, de sorte qu'il existe de nombreux homonymes vrais. On ne compte plus les Colleville ; les Amfreville ; les Tocqueville ; les Tourville ; les Touffreville ; les Trouville; les Bretteville ; les Beuzeville; les Épreville; les Auzouville; les Sotteville; les Anneville et les Grainville, etc. On constate aussi une fréquence remarquable des types Englesqueville  et Anglesqueville  (anciennement Englesqueville), littéralement « ferme anglaise », ainsi que Bretteville  « ferme du Breton », qui signalent l'installation de colons originaires de Grande-Bretagne à l'époque viking. On ne rencontre pas ces types toponymiques à l'extérieur des frontières historiques du duché de Normandie.
Les Englesqueville  et Anglesqueville  (anciennement Englesqueville) contiennent l'adjectif roman féminin ethnique englesque (Engleske-, Englesche-) « anglaise », ancien féminin de anglois « anglais » que l'on trouve par exemple dans le Roman de Rou de Wace dans l'expression la gent englesche, tout comme un autre adjectif de nationalité dans Necqueville (Danesquevilla 1257; Nesqueville XVIIIe siècle) à Hautot-Saint-Sulpice à savoir danesque « danoise » que l'on trouve par exemple dans des textes concernant la danesche parleure ou la danesche lange, c'est-à-dire la « langue danoise » et la danesche manere, danois ayant le plus souvent le sens général de « scandinave ». En revanche les Bretteville (généralement attesté sous la forme Bretevilla dès le XIe siècle) et uniquement concentrés dans la zone de diffusion de la toponymie norroise, ne sont pas formés à l'aide d'un adjectif, mais du nom commun norrois Breti « le Grand-Breton » (génitif Breta, cf. islandais Breti même sens) qui se superpose à l'ancien français Bret (cas sujet) / Breton (cas régime).
De manière générale les toponymes en -ville construit avec autre adjectif ou un appellatif sont proportionnellement assez rares. Avec pour premier élément un adjectif, on trouve quelques Belleville, Malleville, Neuville , Granville, Longueville et Hauteville , formés respectivement avec les adjectifs romans belle, mal, neuve, grand, longue et haute, ainsi que d'autres plus rares comme sèche dans Secqueville (normand sèque, par exemple : Secqueville-en-Bessin, Calvados, Siccavilla 1077) ou ancien français put(e) « sale » dans Put[t]eville (par exemple Saint-Maurice-en-Cotentin, ancien Puteville). Avec un autre appellatif, généralement roman, par exemple callenge « discussion, dispute » → « terre litigieuse » (forme normande de challenge) réuni à -ville dans Callengeville (Seine-Maritime, Callengeville 1500), mais peut-être aussi scandinave comme dans les Cricqueville et Querqueville qui semblent contenir l'ancien norrois kirkja « église » (islandais kirkja, norvégien Kirke, anglais dialectal kirk).
On peut enfin souligner que la Normandie est avant la Lorraine romane, la région où se concentre le plus grand nombre de formations en -ville (cf. carte ci-dessus). On estime à 20 % environ, le nombre total des communes de Normandie formées avec l'élément -ville. D'autres estimations font part de l'existence en France de 36 591 communes au total, dont seulement 1068 se terminent par -ville (si l'on exclut les variantes du Sud de la France en -fielle, -vielle et -viale). Sur 1068, 460 se trouvent en Normandie (plus d'1/3), alors qu'elle ne compte que 3 232 communes, soit 14,2 %.
On note aussi, dans l'Avranchin principalement, quelques formations toponymiques caractéristiques de la formule inverse Ville- + anthroponyme (ex : Villechien, Villebaudon). Ce type toponymique est rare en Normandie, mais fréquent dans la Beauce, l'autre grand pourvoyeur de noms en -ville en France. Villedieu (villa Dei) n'entre pas réellement dans cette liste, puisqu'il s'agit d'une formation toponymique plus tardive liée au développement de l'ordre des templiers.

## Description d'appellatifs proprement normands

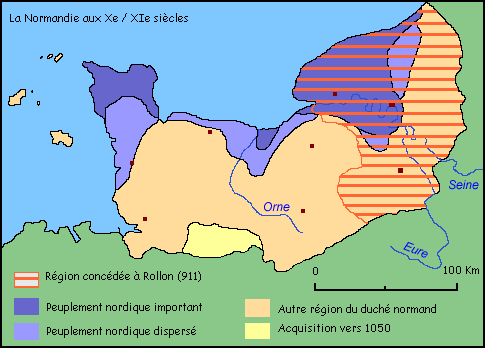
Carte de la Normandie aux, basée sur la diffusion approximative de la toponymie normannique (en bleu).

Dans les différents pays normands cités ci-dessus, on retrouve d'innombrables noms de communes ou de lieuxdits composés avec des appellatifs norrois ou vieil anglais caractéristiques. Les principaux appellatifs toponymiques suffixés (-tot; -bec; -dal[le]; -lon[de]; -fleur; -mare; -tuit; -beuf) n'apparaissent jamais dans des toponymes attestés dans les textes datant de l'époque mérovingienne ou carolingienne, mais dans des documents qui datent au plus tôt de la fin du Xe siècle. Par exemple, -tuit est relatif aux défrichements entre 900 et 1100. En revanche, les appellatifs romans (-court, -mont, -val, -ville) sont bien attestés dans les textes mérovingiens ou carolingiens (le plus souvent en latin médiéval) mais semblent se multiplier par la suite, à l'exception de -court qui n'est plus en usage aux IXe et Xe siècles en Normandie. L'appellatif d'origine scandinave le plus fréquent est -tot, -thot, Tot, Thot, on compte en effet environ 350 formations de ce type dans la région.

### Formes romanes d'appellatifs issus du vieux norrois ou du vieil anglais
- Acre, -acre « champ » > « mesure de surface agricole » du vieux norrois akr (masculin) cf. islandais akur « champ ». Influencé sémantiquement par le vieil anglais æcer « champ, mesure agraire ». Rarement utilisé dans son sens de « champ », cependant : Herboutacre, lieu-dit à Grainville-Ymauville (De campo Herboutacre 1209). Le premier élément Herbout- représente probablement le nom de personne germanique Herbold resté comme patronyme sous la forme Herbout dans le pays de Caux (Valliquerville, etc.); Fouquelacre (Dieppe, Fulconis Acra 1244); l'Acre-Guérard (Saint-Valery-en-Caux); 2 Tot-Acre (Le) à Valliquerville (au Tot-Acre 1406) et Saint-Riquier-ès-Plains, cf. Toftager, Danemark; Toftaker, Norvège
- -bec, Bec-, Bec (le), du vieux norrois bekkr (masculin) « ruisseau » cf. norvégien bekk : deux communes Caudebec (Caudebec-lès-Elbeuf, Caldebec Xe siècle, Caudebec-en-Caux, anciennement Caldebec cf. Caldbeck GB), Bolbec, Bricquebec, Clarbec, Foulbec (cf. Fulbeck, GB, Fulebæk, DK), Filbec, Orbec, Beaubec-la-Rosière, etc. Diminutif fréquent : le Becquet
- -beuf (certains -bœuf par attraction graphique du français bœuf) ou -bot, du vieux norrois búð (féminin) ou plus généralement de sa variante de l'est bóð [= both] « cabane, habitation » (vieux danois both, danois bod) cf. également anglais booth « cabane », d'origine norroise. Il semblerait qu'en Normandie, il ait pris le sens qu'a le vieux norrois býr « établissement », d'où l'appellatif -by fréquent au Danemark et en Grande-Bretagne. Il existe une variante bœr « ferme, village » > islandais bær « ferme, village », norvégien bø « terrains agricoles ». Toujours est-il qu'une confusion entre les deux appellatifs s'observe par exemple pour Haddeby dans le Schleswig-Holstein, désigné Hadæboth en 1285. Ainsi, les toponymes de Grande-Bretagne en -by présentent un certain nombre de correspondances avec les toponymes normands en -beuf :

| Normandie               | Grande-Bretagne |
| ----------------------- | --------------- |
| Elbeuf (*Wellabóð)      | Welby           |
| Criquebeuf (*Kirkjubóð) | Kirkby          |
| Daubeuf (*Dalbóð)       | Dalby           |
| Ribeuf (*Hrisbóð)       | Risby           |

Trois Elbeuf, dont (Wellebuoth-[sur-Seine] 1070-1081, cf. Welby GB); Quillebeuf [?]; Cricquebœuf et plusieurs Criquebeuf (attestés anciennement selon le lieu : Crichebu, Crichebou(m); dont Criquebeuf. Ils correspondent à l'ancien norrois kirkjubúð, islandais kirkjubúð); Quittebeuf; plusieurs Daubeuf, dont Daubeuf-près-Vatteville (latinisé en Dalbodo en 1025 dans un texte en latin médiéval); Daubeuf-la-Campagne (Dalbuoth 1011, Dalbuth vers 1025; correspondant au nom de lieu islandais Dalbúð); Lindebeuf (Lindeboue 1110, Lindebeod 1142); Ribeuf (Risbot 1171, Risbued 1207; correspondant des Risby anglais et Rieseby, Schleswig-Holstein, Rysby 1352, danois Risby); Marbeuf (Marbuet au XIe siècle); Coimbot; Butot (Seine-Maritime, Buthetot XIe siècle), etc. Si le premier élément de Carquebut (Manche, Kerkebu 1228) s'explique bien par le vieux norrois kirkja (tout comme les noms en Crique-), en revanche le second élément n'a pas la même origine que -beuf, il n'est donc pas équivalent aux Criquebeuf, Criquebœuf. En effet, selon la majorité des toponymistes, il s'agit bien plutôt du vieux norrois de l'ouest bú « résidence, village ». Il est donc un équivalent strict des Kirby / Kirkby anglais, des Kirkeby danois et Kyrkeby suédois.
- -bourg de buhr, burg « village ». En Normandie le mot bourg n'a pas en toponymie l'origine germanique continentale (ou bas latine) qu'il a ailleurs en France. Il peut remonter soit à l'installation des Saxons aux Ve et VIe siècles, soit à la colonisation anglo-scandinave au Xe siècle. Cabourg (Cadburgus 1077 cf. Cadborough, Cadbury GB) ; Jobourg et Jerbourg à Guernesey (composé anglo-scandinave, d'après eorðburg, norrois jorð terre), Caillebourg (nom de personne scandinave Karli), Wambourg (ancien nom de Saint-Aubin-sur-Quillebeuf), etc. Remarque : le second élément de -bourg Cherbourg et de Jobourg est peut-être à l'origine le vieux norrois borg.
- Bri(c)que-, -brè(c)que du vieux norrois brekka « déclivité, pente » : Bricquebec, Bricqueboscq (Brichebot v.1100, Brikebo 1224, cf. ci-dessus), Bricqueville, Briquedalle, Briquemare et peut-être le chemin de la Briquetonne à Saint-Aubin-sur-Risle, Bré(c)quecal, Brecqhou (îlot des Îles de la Manche), Houllebrè(c)que à Saint-Gilles-de-Crétot, etc.
- -broc ou Bruque- du vieil anglais brōc « ruisseau », moderne brook, même sens : Bruquedalle (anciennement Brokedale 1185-89, cf. Brookdale GB) ; ruisseau du Brocq (Manche), ruisseau du Fouillebroc cf. Fulbrook, GB, ful « sale ». cf. Foulbec (Fulbeck, GB), Fultot, etc.
- -busc, Buc du vieux norrois buskr « buisson, arbrisseau » utilisé en Normandie au sens de « bois », dont la forme régionale est bosc, bosq avec lequel il s'est souvent confondu. Etennebosc (la Gaillarde Esteinebusc XIIIe siècle); Bornambusc (Bornenbusc vers 1240), etc.
- Cher-, -cher, ou -quier du vieux norrois (de l'est ?) kjarr « lande tourbeuse, marécageuse » : Gonfreville-l'Orcher (jadis Aurichier Cf. Ellerker GB, Elkier D) ; Villequier (Wilikier, Willeker en 1178), Cherbourg (Carisburg XIe siècle, Chierebourc au XIVe siècle chez Froissart) de kjarr suivi du vieux norrois borg, c'est-à-dire « le château des marais »[12], Carry (Carrwic en 1207). Il se poursuit dans le danois kær « lande tourbeuse, marécageuse », l'islandais kjarr en revanche a le sens de « buisson, broussailles, arbrisseau » sens usuel en vieux norrois.
- -clif, Cli-, Clé-, du vieux norrois klif ou du vieil anglais clif « rocher », cf. anglais cliff : ancien Risleclif dans la vallée de la Risle ; Witeclif maintenant Côte Blanche, ancien vignoble à Évreux ; Verclives (Warcliva 1025) ; Clitourps (Clitorp 1164 - 1180) ; Cléville (Calvados, Cliville 1066 - 1077 ; Seine-Maritime, Clivilla 1121 - 1133) ; Carquelif (Kareclif 1226), Mont Étenclin (Estenclif 1262) ; Mont de Doville, ancien Mont d'Escaulequin 1499 (Dodville 1082, Sanctus Martinus d'Escalleclif XIIe siècle, Escaulleclif 1213, Dovilla vers 1280) ; Clairefougère (Clivefeugeriam en 1133 et plus tard au XIIIe siècle)[13]; le Clif à Yainville.
- -cotte, Cotte- du norrois kot « cabane, baraque, petite masure » ou vieil anglais cot (féminin cote) « petite maison, cottage » cf. cottage et cottin mots normands : Vaucotte (Val de Vaucote 1461-62), homonyme de la pointe Vaucotte à Omonville-la-Rogue, équivalent des Walcott anglais et peut-être de Vallakot (Islande); Cottévrard (Cotevrart 1147); Caudecotte (Caldecote 1180); Caudecôte ( Caldecota 1030); Côte-Côte; Cotte-Cotte (Caudecotte 1715), etc. Correspondant des Caldecott anglais, des Koldkåd danois et des Kallekot norvégiens.
- Croc(q) ou Crotte, -crocq (quand ce n'est pas le français crotte « grotte ») du vieil anglais croft (« pièce de terre enclose ») : Bec-de-Croc (Seine-Maritime, pays de Caux, anciennement Bethecrot); Vannecrocq (Eure, Roumois, Wanescrotum XIe siècle, cf. Walshcroft GB); Roucrotte (Seine-Maritime, pays de Caux, Grainville-la-Teinturière, Roecrote 1213); Haincrote (Eure, Hanecrotte 1534); le Crocq, etc.
- Crique, -crique, Crique- ou Carque- du vieux norrois kirkja « église » : plusieurs Criquetot (Criquetot-sur-Ouville; Criquetot-le-Mauconduit; Criquetot-l'Esneval. Équivalent du nom commun féroïen kirkjutoft et islandais kirkjutótt et noms de lieux anglais Kirketoftes, Cockerington, Lincs., Kirketoftes XIIIe siècle et Kirketoftes, f.n., YWR. 1365 Kirketoftes, Kyrketoftes); Yvecrique; Carquebut; Querqueville; etc.
- Dalle, -dalle, -dal ou Dal- du vieux norrois dalr « vallée », vieil anglais dale : Val-Didale (Seine-Maritime, pays de Bray, Nolléval, vallis Didale 1211); Saint-Vaast-Dieppedalle (Seine-Maritime); Dieppedalle (Seine-Maritime) cf. Deepdale GB; Oudalle (Seine-Maritime, Ouvedal[l]e jusqu'au XVe siècle); Louvedalle (Eure, Heudreville-sur-Eure, Louvedale); Eudal (Manche, Cotentin, Nacqueville, Usdale 1256); Biédal (Manche, Cotentin); Becdal (Eure, Acquigny, Becquedal 1335); Mordal (Seine-Maritime, Varengeville-sur-Mer, la cavée de Mordalle 1680, cf. Mordal N); Rodal (Biville, Rodal fin XIe siècle, cf. Rodal DK); Tourdal / Torte-Dalle (Seine-Maritime, pays de Caux, Senneville-sur-Fécamp, costa de Tordal vers 1240); Briquedalle (Seine-Maritime, Saint-Paër, Brakedale 1207); Val-Héridal (Le) (Seine-Maritime, forêt de Brotonne, Hiredal 1402); Val-Landal (Seine-Maritime, Torcy-le-Grand, Longuedale 1245[14], En Longue Dalle 1380 [Arch. S.-M. 24 H — Rôle]); Touquedalle (Seine-Maritime, Criquetot-l'Esneval, Estouquedalle à Esmondeville 1587, Estocquedalle 1625, sur stokkr « bûche, tronc »); Niguedalle (plaine de) petite valleuse entre Saint-Pierre-en-Port et Les Grandes-Dalles (similaire au vieil anglais nig qui serait d'origine norroise [?]); Les Petites-Dalles; le Dallet, et plusieurs Daubeuf (Dal-buð), Dalbec (Manche, Brillevast), etc.
- Dick, Dic(q), -dike du vieux norrois díki « fossé rempli d'eau, embanquement, canal » dans le Dick (Portbail; Vains [Grand-]; Carentan [Haut-]), le Moulin du Dic (Quettehou), le Dicq ancien hameau à Criquetot-l'Esneval, hamel du Dic 1524; Le Dicq 1757), Hague-Dik (la Hague, fossatum de Hagedith 1232), nombreux le Diguet (diminutif). Peut-être Val-Didalle (Didale 1211) d'un *Dicdale. Ce mot se poursuit dans l'islandais díki de sens proche.
- -écal, Écal-, écalle du vieux norrois skáli « chalet, habitation temporaire » dans Bré(c)quecal (semblable à Brekkuskáli, Islande); Escalleclif[15]; Écalles-Alix; Touffrecal (Fresnoy-Folny, Torfrescalis en 1156-1161, formation parallèle par exemple au lieu islandais Ásolfsskáli); Cartot (Gonfreville-l'Orcher, Escaletot 1185-1207, Escalletot 1459), etc.
- E(s)ta(i)n-, -éta(i)n, dans la plupart des cas du vieux norrois steinn (scandinave stein) « pierre », mais parfois aussi du vieil anglais stān (moderne stone) « pierre » : Fatouville-Grestain (Grestano vers 1050 Cf. Garston, GB, jadis Grestan); Étalondes (Stanelonde 1059, Stenelunda 1119); Etainhus (Esteinhues fin XIIe siècle, Esteinhus 1222) ; Etaintot à Saint-Wandrille-Rançon (Staintot 1074, Esteintot 1142 et XIIIe siècle) et à Mautheville (Esteintot 1198, 1222); Etangval (aux Pieux); Mont Étenclin (Estenclif 1262); la Roche Gélétan et la Bergerie des Étennevaux (à Saint-Germain-des-Vaux, [la Roche] Gélétan attesté [rocam] le Jalestain vers 1200, désignant un gros rocher actuel servant d'amer, et Étennevaux, Estennewant 1207, nom d'un champ vangr > -want où se trouve encore actuellement un menhir); Esteinvei vers 1320 à Fresville (nom disparu. « le gué de pierre », normand vei, vey « gué » cf. la Baie des Veys, le Vey, etc.); Etennemare à Limésy (Esteinemare, sans date) et à Saint-Valery-en-Caux (Esteinmare en 1252) (voir aussi Tennemare et Étienne Mare); Taintal (Extendala pour *Estendala 1025 (?), Esteindale 1268, Stendala fin XIIe siècle, Steindale 1314 cf. Steinadalur, Islande); Rocher de Croquetun (Cosqueville, Croquestain); Pointe d'Etimbert (Omonville-la-Rogue, *Esteinberc [?] cf. Steinberg, Norvège), Etennebosc (la Gaillarde, Estemebusch Esteinebusc au XIIIe siècle), s'est conservé dans le nom de famille Boutrolle d'Estaimbuc), etc.
- -ey du vieux norrois ey « île », qui a permis de former le nom de la quasi-intégralité des iles Anglo-Normandes : Chausey (Calsoi XIe siècle); Jersey (Gersoi XIe); Guernesey (Greneroi XIe siècle), Alderney (Aurigny, Alneroi XIe siècle) et peut-être Île Vadeney (ou Vadenay à Poses, sans forme ancienne), mais Vadeney est peut-être d'un patronyme disparu. On retrouve cet élément toponymique, entre autres, dans un archipel situé au nord de l'Écosse : les Iles Orcades qui sont appelées Orkney en anglais.
- -fleur du vieil anglais flēot « fleuve côtier, rivière se jetant dans la mer », croisé avec l'ancien scandinave fljót « rivière » : Harfleur (Herolfluot en 1035), Honfleur (Hunefleth en 1025 ; Hunefloth vers 1062), Barfleur (Barbefloth, Barbeflueth en 1066-77), Vittefleur (Witeflue en 1130-64), Fiquefleur, la Gerfleur (à Carteret), le Fleu-le-Roi (Aboute au fleu, d'un quief… la planche du Fleu le Roy, 1309), Ruisseau à Ingouville, le Havre.
- -gate, -gatte; du vieux norrois gata « voie, rue » dans les nombreux Houlgate, Houllegate, Houllegatte (cf. Holgata, Norvège); Hiégatte (Manche); Bregatte (A Briefgate 1412), lieu-dit, commune de Saint-Pierre-en-Port; Rougate (Seine-Maritime, Sommery, Rougate 1499); Rouesgate [?] (Seine-Maritime, Saint-Pierre-le-Vieux, Rouesgate 1239)
- -gard (anciennement -gart); du vieux norrois garðr « barrière, cour, lieu clos, maison, fortification » : Plangard (Seine-Maritime, Mare de Planchegart 1466; Tri. de Plassegart XVIe siècle); Auppegard; Épégard; le Fligard (Nord Cotentin); Hongard (Le) (maison isolée à Flipou)
- Hague, -hague; du vieux norrois hagi « enclos, pâturage »: la Hague; Hague (à Boos (Seine-Maritime)); la Hague (à Paluel); Hague Noël (à Hodeng-Hodenger); les Hagues (à Butot); diminutifs en -ette : la Haguette (à Tosny), etc. composés : les Tohagues (à Beaumont-Hague, jadis l'Etohague) et Etauhague (à Imbleville, Etohague 1261; Estohagues 1468; Estohague 1757) « enclos pour les chevaux » du vieil anglais stod, anglais moderne stud « étalon, troupeau d'étalons », ou plutôt de l'ancien norrois stóð « (troupeau de) chevaux » (cf. Stodday GB, islandais stóðhagi cf. « ..hefur nú að mestu horfið undir stóðhaga » ), l'Ecohague (Seine-Maritime, anciennement l'Escohague, Sorquainville et Paluel), etc. diminutif roman : la Haguette désignant un champ par exemple la Haguette à Tosny (Eure), plutôt que son correspondant haguette « petite branche »
- Ham, -ham, certains -a(i)n du saxon ou de l'anglo-saxon hām « maison, hameau » ou encore du vieux norrois heim dans certains cas. Existe ailleurs en France, mais ici d'origine anglo-scandinave. On le trouve dans des régions à forte densité de toponymes anglo-scandinaves. Le Ham ; Ouistreham; Étréham; Huppain; Surrain; Hemevez, puis le Hamel; Hamel-, etc. Hachingaham attesté au XIIe siècle à l'emplacement de Goussouville (Seine-Maritime, Foucarmont) semble être un transfert d'un toponyme anglais en -ing-ham
- Hoc, du vieil anglais hōc qui avait également le sens de « pointe de terre, cap ». Il a donné l'anglais hook « crochet », mais qui conserve également, dans de rares usages, le sens de « cap étroit ». Il s'est hypothétiquement croisé avec l'ancien scandinave haka « menton » employé à l'accusatif, c'est-à-dire höku, et l'ancien scandinave haki « crochet »[16]. La pointe du Hoc (Calvados), dont il existe de nombreux homonymes en Normandie, notamment dans le Cotentin, le pays de Caux et le Roumois, comme le havre et la pointe du Hoc près d'Harfleur, le pré du Hoc à Martin-Église, le Hoc à Saint-Pierre-en-Port et à Aizier, etc. L'anglais hook, très polysémique, peut encore avoir le sens topographique de spit or narrow cape of sand or gravel turned landward at the outer end comme dans Sandy Hook, New Jersey.
- -homme / -houme, Hom(me), plus rarement -omme, -onne ; du vieux norrois holmr « îlot, prairie au bord de l'eau ». Robehomme (Calvados, Raimberti Hulmus 1083); Engohomme au XIe (Martot, ancien nom d'une île entre Seine et Eure); (Grand-, Petit-)Couronne (Seine-Maritime, Corhulma en 1032 - 1035); île Meuromme (Seine-Maritime, Freneuse, XIXe siècle) cf. Morholm (Grande-Bretagne, Scandinavie). Emploi autonome : Le Houlme / Le Hom(me) : Le Houlme; le Homme (Manche, de Hulmo vers 1160); nombreux le Hom.
- Hou, -hou, Hau-, selon les uns du vieil anglais hōh « terrain en pente, promontoire en forme de talon, dominant la plaine ou la mer ; escarpement rocheux, rivage abrupt », selon d'autres, dans certains cas, du scandinave holmr (îlot)[17]. cf. Hotot, Hautot, le Hou, Tatihou, Quettehou (Chetehulmum 1066-83), Jéthou, Brecqhou, Écréhou, etc. En Grande-Bretagne, l'emploi de hōh serait parallèle. Il aboutirait en finale à -hoo ou -hoe, parfois -(h)ow : ainsi Northoo (Suffolk) ; Poddinghoo (Worcestershire); Millhoo (Essex) ; Fingringhoe (Essex) ; Rainow (Cheshire), etc. Employé seul, on le trouve sous la forme Hoe, Hoo, Hooe ou the Hoe, comme the Hoe à Plymouth (Dorset), éminence surplombant le port, parallèle aux nombreux "le Hou" de Normandie[18].
- Houl-, Houle; du vieux norrois hol « trou, cavité » et hola « trou (dans la terre) » (islandais hola), nombreux la Houle, diminutif la Houlette « terrier de lapin » en normand. Il a donné le mot français houle emprunté au normand. A pu être confondu avec le suivant
- -houlle(s), -holle(s), Houlle-. Du vieux norrois hóll « colline, butte » (islandais hóll, accusatif hól) dans les nombreux Bréhoulles; Bréholles (cf. Breiðhól, Islande); Houllebrecque (cf. vieil islandais hólbrekka); Fouhoulle (La) (Terrage de Fouhoulle 1430, Manneville-ès-Plains); la Haule [?]. cf. ancien français holle « hauteur »
- Hougue ou Hogue de haugr « colline, hauteur » : Saint-Vaast-la-Hougue, nombreux les Hogues, la Hoguette, le Houguet.
- -hout / -hoult, certains -ou / -oux / -(h)ault du vieux norrois holt « bois » : bois de Crapault (Manche, Carolles, Crapout [silvula] en 1027 - 1035); Bascourt (Pays de Caux, Seine-Maritime, Paluel / Canouville, Côte de Bacoux 1550, Bois de Bascourt XIXe siècle); Boucourt (Bénesville, pays de Caux, Seine-Maritime, Bulcolt vers 1060, Bouquout 1286), le premier élément Bulc- représentant probablement le vieux norrois bulki assez polysémique; Bois de Brillehaut ou Brisehaut (Saint-Aubin-sur-Gaillon, l'élément Brille- est peut-être le même que dans Brillevast, Manche, désigné Bresillewast en 1100 - 1150, sur normand brésiller « brûler »)
- -(h)us du norrois hús « maison » : Etainhus (SM, Esteinhues fin XIIe siècle, Esteinhus au XIIIe siècle cf. Stenhus, Danemark); Sahurs (SM, Salhus vers 1024) ; Cf. Salhus en Norvège.)
- -lan(d) du vieux norrois ou du vieil anglais land « terrain » : Heuland, Etelan (Esteilant vers 1050-1066; Esteland au XIIIe siècle, se poursuit dans le nom de personnage Simon of Steland ou Steyland, de Esteilant, de Esteyland) , Etelan (à Catz), Etolan, Rosserant (Rosselant 1260, avec hross « cheval ») ancienne vigne à Gaillon (une ferme en Norvège porte d'ailleurs le nom de Rosseland, à Joklerød, près de Rønningen), le Tingland à Jobourg, Hougueland à Biville (Manche), Langland (Ypreville-Biville, Langelon vers 1210; Lenguelant en 1495). NB : la forme la plus ancienne laisse supposer un toponyme en lundr (voir suivant), peut-être s'agissait-il à l'origine de deux lieux distincts mais contigus ?
- Londe, -lon, -ron, du vieux norrois lundr « bois, forêt » : Faguillonde (Lammerville, Fagerlanda 1133 - 1134; Fagherlunda 1155; Faghelunda 1189), Bouquelon (SM, Boos, Bouquelont 1226), (Bois de) Boclon (SM, Bocolunda silva, Buculunda silva vers 1035; Bokelont 1218), ferme de la Bouquelonde (SM, Valliquerville) cf. Boklund, Böklund (Allemagne, Schleswig-Holstein), Écaquelon (Eure, Esquaquelont 1236 - 1234. SM, Rainfreville, Escakerlon 1180), Catelon (Eure, Catelunti 1096 - 1101), Yquelon, Iclon (SM, Ichelunt 1088), Étoublon (Manche, Stobelont vers 1000), Yébleron (SM, Eblelont v. 1210), nombreux La Londe, peut-être Medron, lieu- dit dans la Forêt Verte (Seine-Maritime, Medron 1494); etc. Londe a peut-être été encore utilisé comme nom commun jusqu'au XVe siècle[19], ce qui expliquerait les très nombreuses occurrences dans la toponymie.
- Mare, mar-, -mare de marr (genre masculin = « mer ») croisé avec le vieil anglais mere (genre féminin parfois = « eau stagnante, lac », éventuellement « mer ») : L'emploi du mot mare comme nom commun est attesté vers 1175 chez Benoît de Saint-Maure, dans l’Estoire des Ducs de Normandie au sens de « nappe d'eau stagnante peu profonde »[20] et chez Marie de France à la fin du XIIe siècle[21] qui écrit en anglo-normand. Il s'agit d'un terme essentiellement normand avant le XVIe siècle[22]. Il est issu du vieux norrois marr (masculin)[23],[24], peut-être croisé avec le terme anglo-saxon mere (féminin)[25],[20] de sens proche, généralement « lac », il a pris le sens d'« étang », puis le sens actuel en Normandie. Le terme y est en outre directement attesté dès 1042 - 1066 dans un acte des ducs de Normandie[26]. L'ancien scandinave marr se perpétue également dans le norvégien mar « mer », le norn des Shetlands mar « mer, zone de pêche en eau profonde » et surtout le féroïen marrur « vase, bourbe »[27], évolution sémantique qui le rapproche du terme français.
Cependant les attestations documentaires sont tardives par rapport à la date de formation de composés toponymiques anglo-scandinaves en -mare de Normandie. En effet, les spécialistes estiment que ces formations sans article défini et avec postposition du déterminé datent au plus tard de la fin du Xe siècle[28]. Les attestations de toponymes en -mare remontent un peu antérieurement au seul nom commun mare : Longuemare (Langomarra Xe siècle); Roumare (Rolmara 1035) ; Guitricmara en 1011, etc.
Il n'existe aucun nom de lieu en -mare ayant cette même origine dans les autres régions (sauf dans des cas de transferts comme Croismare, du nom de Croixmare (Seine-Maritime), Croismare 1084).
Ces types toponymiques en -mare sont généralement composés avec un anthroponyme (anglo-saxon, scandinave ou germanique), un autre appellatif toponymique (scandinave ou anglo-saxon) ou un adjectif (anglo-scandinave ou roman) :

1. avec un nom de personne : Alvimare (Seine-Maritime, Alvimara 1156, NP anglo-saxon ou germanique continental Æthelwin, Adalwin ou Alwin) ; Angommare (Seine-Maritime, Ansgomare 1241, NP scandinave Ásgautr > Angot); Saint-Vincent-d'Aubermare (Seine-Maritime, Osbermara 1264, NP scandinave Ásbjorn > Osbern > Auber); Catemare (Catemara 1199, NP scandinave Kati); Colmare (Seine-Maritime, Colmare fin XIIe siècle, NP scandinave Koli) ; Lignemare (Seine-Maritime, Anedini mare 1059 Anelini ? NP germanique Anelinus) ; Mélamare (Mellomara XIIIe siècle, NP germanique *Merlo, Mello) ; Quatremare (Eure, Guitricmara 1011 ?) ; Roumare (Seine-Maritime, Rolmara 1035, NP Hrófr > Rouf > Rou); Vicquemare (Seine-Maritime, Wiguemare vers 1210, NP Vigi); Torgemare (Seine-Maritime, La Poterie-Cap-d'Antifer, NP Thorgisl > Turgis); Huboumare (Eure, mare à Écaquelon 1256); Turgomare (Seine-Maritime, ancien hameau à Criquetot-l'Esneval, 1558, NP scandinave Þorgautr > Turgot); Turmare (Seine-Maritime, Limpiville, 1540, NP scandinave Þórr); etc.
2. avec un autre appellatif : Étainmare (Estainmare sans date, de steinn « pierre ») ; Briquemare (Cauville-sur-Mer, Bruquemare 1488, mare de Brequemare XVe siècle, brekka « pente, déclivité » [?]); Honguemare (Hanguemara vers 1060[29], Hanguemara [charte de Guill. le Conquérant], Hangamara [cartulaire de Saint-Georges-de-Boscherville et M. R.], Hanguemare 1320 [cartulaire du Bec]. hang- « pente » ou hanki « boucle, courbe [de rivière] » et son homonyme Hanquemare (Seine-Maritime, pays de Caux, Heuqueville, Hankemare 1269, Hanguemare 1683); Londemare (Eure, Roumois, lundr « bois » > Londe), Vignomare (*hvein, graminée, top. norvégiens en Hveina-, danois hvene. Normand vignon, vignot, vène « ajonc »); Vinemare (Seine-Maritime, forêt de Maulévrier, Vingnemare 1329 / 1568), Iglemare (à Normanville) / Ingremare (à Ailly) / Inglemare (à Fermanville, à Amfreville-la-Campagne, à Étréville, à Belbeuf et à Ocqueville), sans doute du vieux norrois *iglr, *igla « sangsue » (islandais iglur, allemand [Blut]egel) cf. la Mare Sangseuse (à Aptot); la Mare aux Sangsues (forêt du Rouvray), etc.
3. avec un adjectif norrois ou anglo-saxon : Houllemare (holr « creux > profond »); Lillemare (à Boncourt, lítill « petit » (> norvégien lille) cf. Lilletot, Licteltot vers 1055) ; Longuemare (Langomarra Xe siècle, langr « long ») ; Ymare (Wimara vers 1240, viðr « large » ou hvítr « blanc »), etc. N.B : les appellatifs romans d'origine bas latine (-ville, -mesnil, -mont, etc.) ne sont jamais associés à des adjectifs anglo-scandinaves dans la toponymie normande.
4. avec un adjectif roman : Fongueusemare (Fanguosemare 1252, « fangeuse mare ») ; Parfondemare (au Hanouard, « profonde mare »); Sausseuzemare (Salicosa mara 1080, « sausseuse mare », c'est-à-dire « mare aux saules » AF saus « saule »)
5. avec un autre nom de lieu : Hectomare (Quetomare 1374, Esquetomare 1658, « la mare d'Ecquetot »)
6. avec un élément mal identifié (anthroponyme, adjectif ou autre) : parmi les nombreux autres toponymes en -mare, souvent sans formes véritablement anciennes, on note : Aumare (Eure, Vexin normand, Daubeuf-près-Vatteville), Bauquemare (disparu, resté comme patronyme NP scandinave Balki ? Bauque, variante de bauche « poutre » ?cf. embaucher) Bimare (à Saint-Germain-des-Essourts, NP scandinave búi comme dans les Biville ?), Binemare (à Fresquiennes), Blacquemare (à Beuzeville, NP scandinave Blakkr comme dans Blactot ou couleur ?), Blésimare (à Angerville-l'Orcher), Bottremare (à Fontaine-Heudebourg), Brémare (à Saint-Aubin-de-Crétot, adjectif breiðr « large » comme dans Brestot ou NP scandinave Breði ?), Château de Brumare, Caillemare (à Saint-Ouen-de-Thouberville), Caumare (disparu, resté comme patronyme), Cliquemare (à Sainte-Hélène-Bondeville), Cornemare (à Bolleville), Croix Commare (à Foucart), Drumare (La Cerlangue), Éneaumare (à Saint-Martin-du-Manoir), Endemare (disparu, resté comme patronyme), Équinemare (à Bosc-Bordel), Étennemare (à Limesy), Flamare (à Louvetot), Havre de Flicmare (à Gatteville-le-Phare), Frémare (Forêt Domaniale d'Arques, Arques-la-Bataille), la Gaudimare (à Allouville-Bellefosse), Gattemare (à Gatteville-le-Phare), Germare (à Saint-Mards-de-Blacarville), Goudemare (à Yquebeuf), Gremare, Grémare (disparu, resté comme patronyme), Hecquemare (à Illeville-sur-Montfort), Himare (à Berville-en-Roumois), Homare (à Saint-Léger-du-Gennetey), Intremare (à Venon), Ismare (Seine-Maritime, pays de Caux, Saint-Vincent-Cramesnil, Ismare 1509), Limare (disparu, resté comme patronyme), Loumare (à Écalles-Alix), Normare (à Belbeuf), Ordemare à (Saint-Maclou-de-Folleville), Osmare (Eure, Crestot), Péromare (à Touffreville-la-Cable), Platemare (à Houetteville), Plattemare (à Millebosc), Rétimare (à Yvetot), Rucquemare (à Cliponville), Saussemare (à Saint-Aubin-sur-Mer (Seine-Maritime)), Tennemare (à Écrainville), Trottemare (à Valletot), Vandrimare, Videmare (à Oudalle), Pellamare (à Limpiville et Hattentot, Peslamare 1278), Pellemare (à Notre-Dame-de-Gravenchon), etc. Ils sont tous situés dans le pays de Caux, le Roumois, l'Entre-Caux-Vexin, le Vexin normand, le pays de Bray normand et le Cotentin dans les zones de diffusion de la toponymie anglo-scandinave.
7. avec Mar- comme premier élément : on peut ajouter dans la même ère de diffusion les types scandinaves Martot (Pont-de-l'Arche, Marethot vers 1160) de *Marrtopt « la ferme de l'étang », Marbeuf (Le Neubourg, Marbuet XIe siècle) de *Marrbóð « la cabane de l'étang », peut-être Martonne (Eure, Roumois, Éturqueraye, homonyme ? de la Mare-Tonne en forêt de Brotonne. Dans tous ces cas, l'usage de Mar- comme premier élément d'un composé toponymique est semblable à celui de Mar- dans des toponymes danois et suédois, cf. Martofte (DK), Martofta (S) « Martot ».
8. Grande-Bretagne : on trouve des types toponymiques parallèles en Grande-Bretagne, comme Windermere (GB) « le lac de Vinandr » ou Buttermere (GB) « le lac de Buthar »

- Nez, du vieux norrois nes « cap » : Nez de Jobourg, Nez de Voidries, le Nez Bayard et la Pointe du Nez à Saint-Germain-des-Vaux, le Nez du Magazin à Auderville, la Couronne du Nez à Gréville, le Nez (ou Nais) de Tancarville, le Nez à Vaucottes, etc. NB : ce n'est pas le mot français nez (appendice nasal), même si la graphie moderne peut laisser croire qu'il s'agit du même mot. En effet, il est exclusivement attesté en Normandie (îles anglo-normandes comprises) et dans l'extrême nord de la France (cap Gris-Nez, cap Blanc-Nez). En outre, les patoisants de la Hague faisaient la distinction entre le nô [no:] « nez » et le né [ne:] « cap ». Dans le Nord de la France, le terme est issu de l'ancien flamand nes « nez, cap »
- Raz du vieux norrois rás « course, courant marin dans un chenal » : Raz de Barfleur (Ras de Catte en 1120, Cataras en 1149), Raz de la Percée, le Raz Blanchard, le Raz de Bannes, le Gros du Raz à la Hague. NB : le mot ras a été emprunté à l'ancien normand par le français et est notamment utilisé dans le composé raz-de-marée. Contrairement à une opinion répandue, due à la réputation de la pointe du Raz et à la graphie -z qui peut sembler bretonne à première vue, l'ancienneté des attestations normandes et leur fréquence, font du mot breton un emprunt au normand par l'intermédiaire des marins.
- Thuit ou -tuit du vieux norrois þveit « essart » cf. danois tvæd, noms de lieux anglais en thwaite : Bracquetuit : avec brakni, « buisson » Cf. Brackenthwaite GB, Bregentved DK); Notre-Dame-de-Bliquetuit (Seine-Maritime, Roumois, Belinguetuith vers 1025) : le premier élément est peut-être le vieil anglais bellynge (> anglais belling) « brame (du cerf) » ou un nom de personne mal identifié cf. Badlingham (GB, Belincgesham vers 1080), pont Bellinge (Odense, Danemark); Brennetuit (Seine-Maritime, pays de Bray, Saint-Hellier, Bramthuit 1137, Brantuit XIIe siècle; Terram de 1460) : sur brandr « incendie, feu de bois, brandon », c'est-à-dire « l'essart obtenu par brûlis »; Vautuit (Seine-Maritime, pays de Caux) : nom de personne Valr; Criquetuit; Guituit (Croisy-sur-Andelle, Guituit 1300); Le Thuit-Simer, etc. Il s'agit d'un toponyme relatif aux défrichements entre 900 et 1100[30].
- -tonne fréquent dans le Roumois : Brotonne (peut-être nom d'une ferme à l'origine), Hautonne (Hautonne 1504) à Bosgouet (à 8 km de Hauville), Martonne à Éturqueraye), ainsi que peut-être (la) Briquetonne à Saint-Aubin-sur-Risle et dans le pays d'Ouche et Courtonne (Calvados, Cortona 1264), est probablement d'origine norroise : tún « champ entourant une habitation, terrain enclos, cour de ferme » cf. Borgartún (Reykjavik, Islande); Halstún (Islande, correspond peut-être à Hautonne); Sigtuna (Suède) ou Marton (plusieurs villages de ce nom en Grande-Bretagne, correspond sans doute à Martonne). En revanche Cottun (Coutum vers 1160, Coutun 1215) est souvent considéré comme un toponyme saxon en -tun (vieux saxon tūn cf. anglais -ton et town)
- T(h)ot, -tot, -tôt, du vieux norrois topt, toft « emplacement, ferme, propriété » Cf. scandinave moderne toft « maison, emplacement » : Yvetot; Routot; Colletot; Fourmetot; Valletot; Criquetot; Bouquetot, les nombreux Hautot (jadis Hotot, Cf. Huttoft GB.) et Hotot, Vergetot; Martot; Anxtot; Coquetot à Bourg-Beaudouin; Maltot; Bitot; Mantot; Calletot; Écrépintot, etc. L'appellatif tot est l'élément d'origine norroise le plus répandu, en effet, on recense environ 350 toponymes en -tot, -tôt ou du type le T(h)ot. NB : les plus anciennes formes de toponymes en -tot sont souvent notées -toht, -toth. Trace de [f] sous forme de h, puis métathèse à partir de -topt / -toft > -toht > -toth [?]. Exemples : Yvetot (Seine-Maritime, Ivetoht 1025 - 26); le Tost (Saint-Martin-le-Gaillard, Toht 1059, Thot 1145, Toht 1149, le Tot 1151, le Toth 1175). De manière remarquable pour cet exemple, h est placé à trois endroits différents et l'article défini n'apparaît qu'au milieu du XIIe siècle. Outre ses nombreux équivalents en -toft(e) (Danemark); -toft (Grande-Bretagne); -tofta (Suède), il existe quelques toponymes en -tótt en Islande, par exemple : Brinkatótt; Böðvarstótt; Haldórstótt; Helgatótt; Káratótt; Oddleifstótt; Pálstótt; Steinstótt; Þorlákstótt; Þorsteinstótt; Imbutótt; Sölkutótt, etc.
- Tourp(s), Torp(s), -torp ou -tour(ps), du vieux norrois þorp « village » : Clitourps (pron. [klitur]), Saussetour à Fréville (Sauxetorp fin XIIe siècle); Sauxtour (se prononce « Saussetour », Sauxetourp 1292) (cf. Saustrup, Schleswig-Holstein D. jadis Saxtorppe et Saxtorf, jadis Saxtorpe 1538 idem); Guénétours (Manche, Guenestorp 1170); Le Torp-Mesnil (Seine-Maritime, Torp vers 1100); Buetorp (Seine-Maritime, Massy, Buetarp 1250), Tortisambert (Orne, Tort Isanbert 1571, probablement d'un *Torp Isambert); Clitourps (Manche, Clitorp 1164); le Torp; le Torps (Seine-Maritime, La Mailleraye-sur-Seine, Torp fin XIIe), le Torpt (Eure, Beuzeville, de Torpo 1183); Torps (Calvados, Villers-Canivet, Torp vers 1223). cf. Torp, Tarp (Suède, Danemark), Thorpe (Grande-Bretagne)
- Vic(q), -vi(c) ou -vy du vieux norrois vík « anse, crique, entrée d'un port » (cf. normand viquet « petite porte » > français guichet) : Sanvic (Seine-Maritime, le Havre, Sanwic 1035, sandr « sable »); Vasouy (Calvados, Honfleur, Wasvic 1035, vieil anglais wæsċ cf. to wash, au sens ancien de « balayé par la mer » ou le vieil anglais wāse « boue »); Plainvic; Cap Lévi (pour *Capelvy, jadis Kapelwic au XIIe siècle, normand capelle « chapelle »); Silvy (Manche, Selevy en 1570, de selr « phoque » ou selja « saule » cf. Seljavík, Islande); Carry (Manche, Carrwic en 1207, de kjarr « fourré, broussailles, arbuste, marais »); Pulvy (Manche, de píll « saule » [?]); Le Vicq (Manche); Houlvi (Manche, cf. Holvik ou Holvika, parfois aussi Holevik, Vågsøy, Norvège. Holr « creux »); Brévy (Manche, cf. Breiðavík, Islande, breiðr « large »), etc.

NB : Sans rapport direct avec le latin vicus qui a donné les finales -vy ou -vic également, et dont il n'existe qu'une seule occurrence assurée en Normandie : Neuvy-au-Houlme. Ainsi, Vicques peut être expliqué par le vieil anglais wīc, anglais dialectal wick (« village, hameau, ferme ») lui-même d'origine latine, et qui explique le maintien de l'occlusive [k] dans Vicques.

### Formes romanes au pluriel d'appellatifs d'origine anglo-scandinave
En latin, la désinence -as est celle de l'accusatif pluriel féminin. En vieil anglais, -as marque le pluriel de substantifs terminés par une consonne, c'est-à-dire la plupart des masculins monosyllabiques, quelques polysyllabiques et des substantifs neutres. Il explique la désinence -s du pluriel de l'anglais moderne. Exemple : masculins stān « pierre » → stanas « des pierres », hām « home, village » → hāmas « des villages », æcer « champ » → acras « des champs »; neutres : hræfn « corbeau » → hræfnas « des corbeaux »
- Boos de Both(a)s pluriel anglo-roman du vieux norrois de l'ouest bóð (qui a donné l'élément -beuf) ; dans les Boos de Normandie comme Boos (Bodes 1030, Bothas vers 1049, cf. Booths, Yorkshire).
- Ecalles de *Scalas pluriel anglo-roman du norrois skáli « habitation temporaire » (qui a donné l'élément -écal- cf. ci-dessus) ; dans Foucart-(Escalles), Estouteville-Écalles, Écalles-Alix, Villers-Écalles, (cf. nombreux Scales au nord de l'Angleterre).
- Eslettes de *Slett(a)s pluriel anglo-roman du norrois slétta « terrain plat, plaine » (cf. islandais slétta « prairie », norvégien sletta « plaine ») ; dans Eslettes (Esletis vers 1040, Esletes vers 1075, cf. DK Sletten, mais GB Sleights).
- Étigue(s) (la Haie d'), ancien port et vallée, de Stig(a)s (Vattetot-sur-Mer, Stigas vers 1025; Portus maris d'estigas en 1144-1151; Apud Stigas en 1165-1183). Pluriel anglo-roman du vieux norrois stiga, accusatif de stigi « escalier » (cf. islandais stigi, même sens). Il a sans doute désigné dans ce cas des escaliers permettant d'accéder à la plage.
- Tôtes ou Tostes de *Topt(a)s pluriel anglo-roman du norrois topt (qui a donné par ailleurs l'élément -tot et Tot) ; dans Tôtes et Tostes (cf. Tofts (en)).
- Veules de Well(a)s pluriel de wella « source, cours d'eau » (qui a donné les éléments el(le)-, -vel(le), -veuille et -gueule dans les différents Elbeuf, jadis Welleboth ; Rouelles, Jadis Rodewella 1035, comparable aux Rothwell anglais) ; dans Veules-les-Roses (Wellas 1025, cf. GB Wells) ; Cresseveuille (Cresseveula en 1350 cf. Cresswell GB) ; Moulin de Quétivel (Jersey) ; Moulin de Quenarville (Seine-Maritime, Moulin de Quenarvelle en 1539) ; Radegueule, affluent de la Béthune (Seine-Maritime, Radevele XIIe siècle[31].
- Vicques de *Wikas (Wikes 1198), pluriel du vieux saxon ou du vieil anglais dialectal wīc « village, hameau, habitation, château », voire « ferme laitière ». Il s'agit d'une variante correspondant au vieil anglais wiċ (cf. toponymes en -wich) qui, au pluriel, pouvait avoir le sens de « camp ».

## Analyse d'éléments norrois et vieil anglais en composition dans des toponymes régionaux

### Noms d'arbres norrois et vieil-anglais
- æppel (vieil anglais), « pomme ». Il s'agit probablement d'un collectif signifiant « pommiers » dans Auppegard (Seine-Maritime, pays de Caux, Alpigardo 1155, Appelgart vers 1160, Apelgart 1180) et Épégard (Eure, Roumois, Auppegardus 1181, Alpegard 1199), tous les deux composés avec l'appellatif norrois garðr[Notes 9] cf. Applegarth Town, Appelgard vers 1160, GB, Yorkshire
- bók (norrois) « hêtre » dans Bouquelon (+ lundr « bois », nombreux toponymes), par exemple Bouquelon (Seine-Maritime, Boos, Bothe Bochelont sans date); Boclon (Seine-Maritime, pays de Caux, Saint-Léonard-Fécamp, Bocolunda silva, Buculunda silva vers 1035; Bokelont 1218) et quelques Bouquetot, comme Bouquetot (Eure, Roumois, Bochetot, Boketot XIIe et XIIIe siècles). Nombreux exemples au nord-est de la Normandie ou cet arbre est plus commun qu'à l'ouest. En concurrence avec les types romans : Fy ; Fay ; Foutelaye de foutel « hêtre » en dialecte. Le nom de lieu Hêtraie est rare car hêtre est d'origine flamande et d’usage moderne dans la toponymie locale.
- eik (norrois) « chêne » dans Yquelon ; Iclon (+ lundr « bois ») et Yquebeuf (+ vieux norrois de l'est boð « baraque, édicule »). Dans la zone de diffusion des toponymes scandinaves, on trouve aussi la forme romane du normand septentrional Quesney ou Quesnay, dont Eiki-lundr (> Yquelon, Iclon) constitue l'équivalent norrois.
- elri (norrois) ou alri (vieil anglais) « aulne » dans Orcher (Aurichier XIIe siècle) cf. Ellerker (Angleterre, Yorkshire, Alrecher fin du XIIe siècle) et Elkier (Allemagne, Schleswig-Holstein, Elkier 1676)
- epli (norrois) « pomme » en norrois, danois moderne æble, dans Yébleron (jadis Eblelont, + lundr « bois »)
- eski (norrois) « ensemble de frênes » très fréquent, peut-être à cause de son importance dans la mythologie scandinave dans tous les Ectot (jadis Esketot, + topt « emplacement habitable, ferme ») ; Hectot parfois (cf. Eastoft GB, jadis Esketoft), Hecquemare à Illeville-sur-Montfort et peut-être Azelonde (Esclonde vers 1210) à Criquetot-l'Esneval.
- espi (norrois) « peuplier tremble » dans Epelont (Bernonville, Espelonc vers 1379), Epelont (Manneville-es-Plains, Espelont 1238) et Eperonde (L') (Mesnières -en-Bray, Ventes d'Esperonde 1540; L'Esperonde, bois taillis séparé de la forêt du Hellet, 1732).
- hesli (norrois) « noisetier » dans (bois du) Hellon (Helonde vers Fontaine-la-Mallet 1553); Hellonde (apud Helelonde 1252; Heselonde 1253.); Ellon (Calvados, Juaye-Mondaye, Heslonde XIIIe siècle) cf. Hesselund, Danemark; Hellande; Hellemare; Heltuit (In Helletuito 1282; En Heletuyts 1291; Heltuit, au Houlme 1488).
- lind (norrois) « tilleul » dans Lindebeuf (+ vieux norrois de l'est boð « baraque, édicule ») et les Lintot (+ topt « emplacement habitable, ferme »)
- plūma (vieil anglais) « prune, prunier » plutôt que du vieux norrois plóma (cf. islandais plóma) dans Plumetot
- pyriġ / pere (vieil anglais) ou vieux norrois pera « poire, poirier » dans les Prétot (ancien Peretot)
- selja (norrois) « saule marsault » cf. islandais selja, norvégien selje dans Seltot (+ topt « emplacement habitable, ferme » Seilletot en 1088 et 1112; Seletot en 1261. Cf. Seltoft, DK), Silleron (+ lundr « bois », Seillerunt en 1227 à Angiens cf. Seljelund, Krokelvdalen, Norvège) et sans doute Sillemare (à Bracquetuit, S-M, et à Fourmetot, E) et Silvy (anse de) (+ vík « baie », Selevy 1570 cf. Seljavík, Islande)
- weliġ, *wiliġ (vieil anglais) « saule » dans Villequier (Wilikier, Willeker en 1178, Williquier en 1181-89)

### Noms d'animaux norrois et vieil-anglais
La principale difficulté dans leur identification résulte du fait que ces noms d'animaux sont aussi employés souvent comme anthroponymes
- asni (masculin) « âne » dans Annebecq (Calvados, Asnebec 1198), mot issu de l'ancien français.
- crāwe (vieil anglais) « corneille » dans Croixdalle (Seine-Maritime, Craudalle jusqu'à l'époque moderne) cf. Groudle (Île de Man, Crawdale vers 1511).
- haukr (masculin) « buse, busard » dans Houglon (Grand- et Petit-, Seine-Maritime, Ancourteville-sur-Héricourt, in campo de Monte Hoquelont 1248); Houquelon (Eure, Beuzeville) et Hoquedalle (Fécamp, Chemin coste de Hoquedalle 1423), correspondance en Islande avec Haukalundur et Haukadalur, ainsi qu'en Norvège avec Haukdal. En revanche Houquetot (Seine-Maritime, pays de Caux, Hugetot 1130 - 65, Huguetot 1152) contient le nom de personne germanique occidental Hugo, également utilisé en vieux danois, et qui se superpose au norrois Hugi.
- hrafn (masculin, du proto-norrois ᚺᚨᚱᚨᛒᚨᚾᚨᛉ)  « corbeau » dans Ravelont (Thiouville, Ravelont vers 1190) ou Hrafni, nom de personne dérivé
- hrókr (masculin) « corneille, (corbeau) freux » dans Le Raclon (Bouville, Rokelon fin XIIe siècle, Rokelunt 1211); Roquelon (Bourg-Dun et Saint-Pierre-le-Vieux, Roquelond 1486-1637); Roquelonde (Criquetot-sur-Longueville, Sente de Roquelonde à Crespeville (sans date)); Roquemare (Colleville, Bois de Rocquemare 1748). Peut-être certains Roquemont, en tout cas Rocquemont est un « mont de la roque (roche) » (Rocamonte 1155, Rochemont 1180) et Rocquefort (Seine-Maritime, pays de Caux, Rokefort 1180), un « roche fort ».
- marr « cheval » dans Martot (Marethot vers 1160, Marretot 1199); Marbeuf. Il peut s'agir d'un nom de lieu en marr- « étang » > mare
- ulfr « loup » dans Oudalle (Ouvedale jusqu'au XVe siècle) « val au loup » ou « val aux loups » et Louvedalle (Eure, Heudreville-sur-Eure) sans doute *Oulvedale > Louvedal(l)e par métathèse de [l] (cf. le toponyme roman le Val des Leux à Mauny), à moins qu'il ne s'agisse du nom d'homme Ulfr (cf. ci-dessous) qui en est dérivé. cf. Ulfdal (Norvège, région de Trondheim) et Uldal (Danemark)
- valr « faucon », dans Vaucottes (Seine-Maritime, Vattetot-sur-Mer, Vaucote 1461-62 et Manche, Omonville-la-Rogue) et Vautuit (Seine-Maritime, Doudeville, Wautuit (sans date); Wathuyt 1227), peut-être le Veau-d’Huit (Annebecq). Il peut s'agir du nom de personne Valr / ValR dérivé de celui de l'animal comme dans les Vauville.

### Autres éléments scandinaves
- alda « vague » : Dambec, affluent de la Canche, sous affluent de la Béthune, et hameau, commune de Saint-Saire (Ruisseau d'Audebec début XIIIe siècle, Rivière d'Embec 1470). En revanche, l'île de la Manche Alderney ne peut contenir le mot alda puisqu'elle est désignée anciennement Alneroi qui est devenu par métathèse *Alrenoi, d'où la forme française Aurigny. La forme anglaise Alderney s'explique par une évolution phonétique qui s'est produite de la même manière dans le vieil anglais alor, aler « aulne » > anglais alder « aulne »
- aurr « limon humide, argile boueuse, terre boueuse » (islandais, norvégien aur; danois ør « gravier ») dans Orbec (Orne, Orbeccus 1090, Aurea Beccus 1198), tombé dans l'attraction du français or. cf. Ørbekk, Norvège.
- boði « rocher à fleur d'eau » a été identifié comme second élément du rocher Quillebœuf (au large de Gatteville-le-Phare), où se sont produits de nombreux naufrages. On ignore la nature du lien qui unit ce toponyme à Quillebeuf, au bord de la Seine, endroit également dangereux où de nombreux navires ont sombré. François de Beaurepaire a inclus ce dernier dans la série des -beuf (voir ci-dessus) en écrivant que les formes anciennes (Quelibos en 1018, Cheliboey ou Cheliboy en 1025, ainsi que Chileboi en 1170) étaient « suspectes », or elles peuvent très bien s'expliquer par l'évolution romane régulière du vieux norrois boði. Le premier élément Quille- est sans doute le même que le mot quille en français, issu du vieux norrois kilir « quilles », bien que certains spécialistes y voient le vieux norrois kill « long bras de mer, crique étroite, estuaire ». Le terme dialectal de la Hague boue ou bau « rocher lointain dégagé par la marée basse » procède de boði. On le retrouve dans la Grande Boue, rocher au large de Sulvy à Saint-Germain-des-Vaux et dans les différents le Bau nom de plusieurs rochers au large de la Hague.
- borg « rempart, mur » > « endroit, emplacement fortifié » > « ville fortifiée, château » dans Jobourg (Hague, Manche, Jorborc 1180) combiné avec jorð « terre »; peut-être Cherbourg (Manche, Ceresbroch lire Ceresborch 1062) : autre explication ci-dessus.
- *fiskigarðr « enclos à poisson ». Composé de fiskr, poisson, que l'on retrouve peut-être dans Fiquefleur (Ficquefleu 1221) « cours d'eau poissonneux » [?] et garðr, « enclos », que l'on décèle dans Auppegard ou Épégard (cf. ci-dessus). É. Ridel a tracé la carte de ce toponyme le long des côtes normandes[32]. Le terme est attesté comme nom commun en 1030 à Dieppe dans une charte de Robert le Magnifique sous la forme latinisée fisigardum, il devait donc traduire le terme dialectal *fisigard d'après E. Ridel[33]. Un lieu Figart est mentionné à Fécamp en 1238 et de nos jours, la carte du littoral indique un rocher Figar à Lion-sur-Mer et un autre connu oralement [figar], jadis noté Figard, mais de localisation imprécise à Agon-Coutainville. Le terme est parallèle à l'islandais fiskigarður « structure de bois qui permet de faire sécher le poisson ». On trouve aussi le toponyme Fishgarth dans le Cumberland (GB). Par ailleurs l'élément -gard, issu de garðr, se retrouve dans quelques toponymes, par exemple Auppegard et Épégard, déjà cités, mais aussi l'Étigard (à Fresquiennes), Sennegard (à Heudreville-sur-Eure), etc.
- flík « pointe, limite, pièce (morceau), bout » (cf. islandais flík « pièce de vêtement », suédois flik; danois flig « pointe, limite, pièce (morceau), bout » dans quelques microtoponymes. Dérivé flikki « flêche de lard », d’où le terme dialectal flique / fliche « tranche de viande, flêche de lard »[34]
- gröf « fosse » dans Houlgrave (Eure, Criquebeuf-la-Campagne) à comparer avec le nom propre anglais Holgrave
- grös, pluriel de gras « herbe » (norrois) dans les Bugreux (Acquigny), coteau recouvert de pelouses. Le premier élément est peut-être buskr « buisson, broussaille », comme dans le frison occidental buskgras. L'ancien scandinave grös se retrouve dans le nom commun bas normand milgreux (variantes : melgreu, milgré, milgru, millegreu, voire mielgrain) « oyat, élyme des sables ». De *melgras mot à mot « herbe de dune », pluriel melgrös, qui se perpétue également dans l'islandais melgras « oyat, élyme des sables ». Le premier élément du nom commun est melr « dune ou banc de sable » (bas normand mielle « dune »).
- hlið « pente, côté » (féminin) ou « ouverture, porte, brèche » (neutre) (islandais hlið « côté » ou « porte ») dans Lihou; Limare; Fouly (Réville); Le Ly (Quettehou) cf. Islande Reykjahlíð; Varmahlíð, etc.
- *iglr, *igla « sangsue »[35] (cf. islandais igla, même sens; allemand Egel > Blutegel « sang-sue ») se rencontre exclusivement en composition avec -mare dans les Iglemare (Seine-Maritime, Normanville, la mare d'Iglemare 1462-65); Inglemare (Manche, Eure, Seine-Maritime, par exemple : Inglemare à Amfreville-la-Campagne, Iglemara 1239) et Ingremare (Eure), d'où le sens global de « mare aux sangsues », cf. les équivalents romans plus tardifs : la Mare-Sangsue (Saint-Aubin-du-Thenney); la Mare Sangseuse (Aptot); la Mare Chanceuse (Grainville-sur-Ry, anciennement Mare Sangseuse); la rue de la Mare aux Sangsues à Critot; l’allée de la mare Mare Sangsue à Préaux; ainsi que le chemin de la Mare Sensuelle à Conches-en-Ouche; la Mare aux Sangsues (Forêt de la Londe-Rouvray); la Mare aux Sangsues (Angerville-la-Martel, Mare aux-Sausnez en 1451, Mare aux Saussenez XVIe siècle), Mare aux Sangsues 1583 : Saus(se)nez doit être une cacographie pour *sansuez « sangsue »). L' évolution phonétique igle- > ingl- est souvent constatée en normand et s'explique par une nasalisation spontanée, dont on trouve des exemples ici ou là en Normandie, ou encore à l'analogie avec le type Ingleville selon Dominique Fournier. Homonymie probable avec Englemere Pond, nom d'un étang dans le Berkshire en Angleterre et avec Inglemire (East Riding of Yorkshire, Yghelmar 1322; Iglemere / Inglemere 1408) dont les formes anciennes sont identiques aux Iglemare et Inglemare normands et sont expliqués comme suit « Pour ce nom Dr G. Knudsen suggère un composé de l'ancien mot scandinave apparenté au danois, norvégien igle « sangsue » et mere « pièce d'eau ». L'altération en Ingle- est due à l'influence des noms de lieux comme Ingleton, Ingleby (NRY), etc »[36].
- lending « débarquement » > « lieu de débarquement » ou « lieu d'accostage ». Le Landin (Eure, Lendinc en 1208). cf. islandais lenda « aborder, accoster, débarquer », lending « abordage, accostage, débarquement ». Aucun rapport direct avec le français lande, d'ailleurs très peu utilisé dans la toponymie ancienne en Haute-Normandie.
- merki (neutre) « repère terrestre, amer » . Ce substantif a donné deux produits en langue d'oïl : en emploi autonome et comme premier élément, il prend la forme Merque, Merque- et en composition comme second élément, il devient -mer cf. amer, à la suite de la chute du [k] final[37]. Par exemple : Landemer (Hague et Val de Saire) d'un landamerki[37] cf. (vieil) islandais landamerki[38] et anglais landmark « repère, jalon, amer »; Hudimer (Hague) avec un premier élément obscur et un ancien Étrumer (Hague, Saint-Germain-des-Vaux). Peut-être *strútr-merki, sur *strútr « sorte de capuchon protubérant, bec », bien représenté dans la toponymie islandaise pour décrire des falaises[39]; Merquetot, etc. NB : le français amer passe pour un emprunt au normand
- múli « cap, promontoire maritime, falaise », utilisé au sens « d'élévation de terrain » dans le microtoponyme Brémule (Gaillardbois-Cressenville, Brenmula 1118, Bremulia XIIe siècle, Brémule 1208, aujourd'hui simple ferme sur une légère élévation, en face de la colline de Verclives (Warecliva, Guarcliva 1118, Warcliva, Warclive 1190 sur klif « roche, falaise »). Cependant -mula, -mulia peuvent résulter tous deux d'une mauvaise latinisation (latin mola) à partir de mule, ancienne forme alternative de meule c'est-à-dire « moulin » ou encore « meule de céréale, de foin » cf. mulon de foin « petit tas de foin en forme de meule ». Le premier élément est breið « large » si l'appellatif est vieux norrois cf. ci-dessous adjectif breið (noms de lieux en Bré-) ou alors bren « son (céréale), partie grossière du son » dans le cas d'une variante de meule
- pyttr (vieux norrois de l'ouest) ou pytt (vieil anglais > anglais pit) assez polysémique « fosse, tombe » (voir les microtoponymes en -fosse, Fosse- ci-dessous) et « puit, bassin » dans Putot-en-Bessin; Putot-en-Auge (Calvados, Putot 1190); Putot (Seine-Maritime, pays de Caux, Tocqueville-les-Murs et Bénarville, Putot 1040); Putot (Seine-Maritime, pays de Caux, Vergetot, Putot vers 1210); Pibeuf (Seine-Maritime, pays de Caux, Putbou vers 1034 Putbuef fin XIe siècle). L'explication de l'élément Put- par le nom de personne germanique Puto ne se justifie pas, cet élément étant exclusivement suivi d'un appellatif d'origine scandinave.
- reiðr « mouillage, port »[40], il a donné les terminaisons -ry, parfois -ret et le Rit[37], voire le Raid de manière autonome dans le Cotentin, par exemple : Quéry (Montfarville, *sker-reiðr); Roubari (Gatteville, Roucbari 1689, 1757, 1753 - 1785, *ro-bakk(i)-reiðr); Goury (Auderville); Sary; Drory (pointe de, Vasteville, Le Droury 1690); Le Pourri (Querqueville); Diotret (rocher, Auderville, anciennement Gloteret [?]); Le Houpret (Auderville, *Hóp-reiðr); Aneret (Chausey); Carteret (Carterei 1125)
- spegla [?] « reflets, miroirs » (accusatif pluriel de spegill) dans Les Roches d’Espiègle situées au bord de la Seine, entre Port-Mort et Notre-Dame-de-l'Isle. Sans doute nommées ainsi à cause de leur reflet dans la Seine, la forme actuelle a dû être influencée par l'adjectif français espiègle issu du nom du personnage Eulenspiegel
- sker « récif, rocher (isolé) » cf. islandais sker, norvégien skjer, même sens. Il a pris la forme -équet, -[i]quet, Équet(te) régionalement. Essentiellement représenté dans la Manche, par exemple : Greniquet, massif rocheux au large de Goury (la Hague), d'un *grœnna-sker « rocher vert » cf. Green Scar, pays de Galles; les Tataquets (Omonville-la-Rogue, Tataqués 1708), trois brisants arrondis couverts à marée haute, sans doute de táta « mamelon »; Longue Équette (Longuesqué XVIIe et XVIIIe siècles), rocher de forme allongée, sur langr « long » remplacé par long (comme dans Longtuit ci-dessus) cf. Longa Skerry, Îles Shetland; les Bréquets de *breið-sker, sur breið « large » cf. infra; etc.[37],[39]
- skógr « bois, forêt ». Ce terme ne semble pas attesté directement comme appellatif dans la toponymie régionale. Le nom de la forêt d'Écouves (foresta quae dicitur Escoves en 1126) ne remonte pas à skógr car le passage de [g] à [v] est difficilement acceptable. Cette évolution est constatée au stade du moyen danois : vieux danois skogh > danois skov, mais ne peut pas s'être produite en Normandie : Écouves remonte au gallo-roman SCOPA « tige », « fût » (d'un arbre) ainsi que « bouleau ». En revanche, skógr est peut-être réduit à Coque- dans Coquesart (SM, Tancarville, Coquessart 1467)[41]; forêt de Quokelunde (Manche, forest de Quokelunde vers 1155); Les Coglandes (Seine-Maritime, Massy, In valle de Quoquelande 1231, Cultura de Coquelonde 1248), cette aphérèse du groupe Es- est attestée par exemple dans Coquebourg (Manche, Brévands, Escoquebugle, sans date) et Queudeville (Calvados, Noyers-Bocage, Esqueuteville 1382)[42]. cf. Skoglund, Flemma, Norvège, le nom de famille Skoglund et le nom de lieu Skovlunde (Danemark, anciennement Skoghlunde). Il est également probable qu’Écoquenéauville (Manche, Escoguerneavilla avant 1172 - 1173, Escoguernauvilla 1174 - 1182) contienne cet élément utilisé comme appellatif ou comme nom de personne, suivi d'un élément obscur.
- vangr « champ » cf. norvégien, danois vang, même sens. Il apparaît en Normandie avec la graphie -vent comme second élément. Bulvent (Manche, Sainte-Mère-Église, Bulvent 1810); Sept-vent (Calvados, Caumont-l'Éventé, Sedvans 1177, Sepvans 1170, Sedvannum 1172, Sedvans 1177, Sepvans 1498, Septvans 1726); les Vanges (Eure, les Damps); Étennevaux (Manche, la Hague, Saint-Germain-des-Vaux, Estennewant 1207. Attraction de Vaux sur -want par analogie avec la commune de Saint-Germain-des-Vaux, dont -Vaux représente le nom d'une famille, accolé à Saint-Germain dès le Moyen Âge)
- vǫllr « plaine » dans Brévolle [?], le premier élément serait le vieux norrois breiðr « large » déjà reconnu dans Brestot, Brébec, Brémare, Brévy, Bréhoulle, Brébeuf et la Brélonde, toujours associé à un appellatif norrois.

### Adjectifs norrois et vieil anglais
Ils sont plus rares que les appellatifs et les noms de personne de même origine et ne sont jamais associés à des appellatifs romans.
- breiðr « large, grand » dans Brestot (Eure, Roumois, Breitot vers 1080, homonymie avec Bratoft, Lincolshire, Breietoft, Breitoft, Bretoft 1086), Brétot, Bréhoulles, Bréhoulle, Brévy, Brévolle, Brémule, Brébec, Brémare, (la) Brélonde, (les) Bréquets et Brébeuf
- djúpr « profond » ou dans certains cas, son équivalent vieil anglais deop dans Dieppe, Dieppedalle (Seine-Maritime, Életot, Doupedal; de Duppedal; Dupedal; Doupeval 1412; Dieppedalle 1540), Saint-Vaast-Dieppedalle, Dieppedalle (Seine-Maritime, Canteleu) et Dipdal (Manche, Rauville-la-Place). Dans le cas de Dieppe, nom ancien de la Béthune qui a donné son nom à la ville (cf. Eu et Fécamp), l'hypothèse retenue par les spécialistes est généralement celle d'une substantivation de l'adjectif djúpr à la mode romane avec -a analogique au nom antérieur de la rivière Tella, d'où le sens de « la Profonde ». Cependant, pareil type toponymique serait insolite dans la toponymie normande, en effet les noms de rivières d'origine anglo-scandinave sont systématiquement composés avec les éléments -fleur ou -bec. C'est pourquoi Jean Renaud émet l'hypothèse d'un emploi du terme scandinave á signifiant « rivière ». Dans ce cas, le nom de Dieppa serait l'équivalent exact du nom de la rivière islandaise Djúpá.
- engilskr « anglais », adjectif scandinave qui se superpose à l'adjectif roman englesche, prononcé englesque au nord de la ligne Joret, ancien féminin français des adjectifs de nationalité en -ois dans les Anglesqueville (jadis Englesqueville) et Englesqueville de Normandie, situés dans la zone de colonisation anglo-scandinave.
- fagr « beau » (apparenté par l'indo-européen au latin pulcher « beau ») dans Faguillonde (Seine-Maritime, Lammerville, Fagerlanda 1133 - 1134, Fagherlunda 1155), c'est-à-dire « beau bois », à comparer avec le toponyme norvégien Fagerlund (Lena, comté d'Oppland au nord d'Oslo), ainsi que les noms de famille norvégiens et suédois Fagherlund, Fagerlund, issus de noms de lieux. Voir aussi le microtoponyme islandais Fagrilundur.  Il est peut-être homonyme de Fauguernon (Calvados, anciennement Fag(u)ernon, Fagellon avant le XVIe siècle)
- fúll « sale » dans Fultot (Seine-Maritime, pays de Caux); Foulbec (Eure, Lieuvin) et le Fouillebroc (Eure, Vexin).
- góðr (neutre gott) « bon » dans Gottot (Manche, Cotentin, Étienville, Gotot XVIIIe siècle), à moins qu'il ne s'agisse du nom de personne scandinave Gautr attesté dans Gauville (Seine-Maritime, pays de Caux, Saint-Wandrille-Rançon, Got villa 1025 - 1026; Gothvilla 1074)
- grēat, vieil anglais pour « grand, gros, épais, massif » dans Grestain (Eure, Grestano au XIe siècle, Gresten 1185, Grestenus 1228) et Grestain (Seine-Maritime, Graville-Sainte-Honorine, Grestain 1289), comparables à Garston (Lancashire, Grestan 1094). Ce serait donc un ancien *Grēatstān « grosse pierre », à moins que Gre- ne représente le vieux norrois grá « gris » et le vieux norrois steinn « pierre », d'où *Grásteinn, latinisé en *Grasteno > Grestano dans les textes. Comparable au microtoponyme islandais Grásteinn, pierre à Álftanes.
- holr « creux » (cf. islandais holur) dans les nombreux Houlbec, Houlgate (« chemin creux »), Houllegate, Houlegatte, Houllemare, rue Catteholle (anc. à Caen) et Houllebusc (Seine-Maritime, Houllebusc au fief d'Yville 1440, Bois nommé le Houllebusc par Saint Joire de Bauqueville = Saint-Georges-de-Boscherville 14-1-1476).
- kaldr « froid » dans Caudebec et Caudecotte
- langr « long » dans Lanquetot (Seine-Maritime, pays de Caux, Languetot, Lenguetot XIIe siècle[Notes 10] cf. Langtoft, GB) et Lanquetuit (nom de différents lieux-dits, conservé comme patronyme, ex : Longtuit (Seine-Maritime, Languetuit XIIe et XIIIe siècles), le Val Landal (Seine-Maritime, Lenguedale 1245, Cf. Langdal N et DK), Longuemare (Seine-Maritime, Sommesnil, Langomara fin XIe - début XIIe); Longuemare (Seine-Maritime, pays de Caux, Écrainville, Languemare 1375); Langland (Seine-Maritime, pays de Caux, Ypreville-Biville, Langelon vers 1210; Lenguelant en 1495)
- lítill « petit » (islandais lítill) dans Lilletot (Eure, Roumois, Littletot sans date, Licteltot 1060), cf. Lilletofte DK; Lillebec (Eure, Roumois, Saint-Paul-sur-Risle); Lislebec (Eure, Saint-Sylvestre-de-Cormeilles, sans doute pour *Lillebec, lieu-dit à Pont-Audemer) et Lillemare (Eure, Boncourt)
- mykill, mikill « grand » (cf. islandais mikill) dans Miquetuit (Seine-Maritime, pays de Caux, Fultot, Micquetuit 1724); le Milthuit (Seine-Maritime, Grand Quevilly, Milquetuit 1239, Miquetuit 1507, Mictuit jusqu'au XVIIIe siècle); Les Miclons (Seine-Maritime, Bures-en-Bray, Miquelons XIXe siècle) : mikill-lundr [?], peut-être Miquetot (Seine-Maritime, pays de Caux, Angerville-la-Martel Miketot sans date, R. de Mikieltot 1299, Miquieltot 1462-65, Micquetot 1583). *Mikill-toft (Miquetot) s'opposerait alors à Lítill-toft (Lilletot, Eure, Roumois, Littletot sans date, Licteltot 1060), de même que la formule romane (le) Grand Tot au (le) Petit Tot. Certaines formes anciennes vont plutôt dans le sens d'un Mikjáll, forme norroise correspondant à Michael > Michel (prénom) (voir ci-dessous)
- rauðr « rouge » dans le Robec (Rodobech vers 1020, Rodhebec 1024) rivière de Rouen; Rouelles (Seine-Maritime, Rotuella, Rodewella 1035)
- stórr « grand » dans Étretat et Eturqueraye (Eure, Roumois, Storcreta vers 1040)

## Localisation
Ces appellatifs ne se retrouvent quasiment pas au sud de la Normandie, loin des centres côtiers, dans des régions boisées restées peu peuplées au Moyen Âge (sud du pays d'Auge, sud de l'Orne, pays d'Ouche, Bocage…). Étrangement, le Bessin, qui a une importante façade maritime, présente une faible toponymie scandinave (sauf sur une étroite bande côtière), alors que les noms celtiques et de domaines gallo-romains en -*(I)-ACU (du celtique -(i)āko-, terminaisons en -y, -ay) y sont pléthoriques, seule la microtoponymie y a un caractère nettement anglo-scandinave. Il en existe aussi quelques exemples dans l'Avranchin, région très riche en toponymes celtiques et gallo-romans (suffixe -*ACU en -ey) par ailleurs.

## Microtoponymes normands

### Vers l'an mil

#### Microtoponymes en-fosseetFosse-
-fosse ou Fosse- comme élément toponymique représente essentiellement l'ancien français fosse, issu du latin classique fossa « excavation, trou, fossé » et du latin chrétien « tombeau ». Le sens toponymique précis est obscur, mais son sens médiéval était parfois « (lieu de) mouillage » et il semble souvent associé à un nom de personne
- -fosse : Martinfosse (Seine-Maritime, à Angiens et à Longueil); Raimberfosse (Seine-Maritime, La Gaillarde, Rainberfosse sans date); Guerout fosse (Londinières, Grouffosse 1334, Gueroufosse 1382); Richart-Fosse (Longueil, Richart fosse 1467-68); Renaud-Fosse (Paluel, A Regnaut Fosse 1406); Connifosse (Bourg-Dun, Connynfosse 1566); Huldefosse (Bourg-Dun, Huldefosse 1576), sur Huld ou Hulda nom de personne norrois ? ressemblance, sans doute fortuite, avec Huldefoss, cascade en Norvège; Houblaufosse (Saint-Valery-en-Caux, Houblaufosse 1406); Bifosse (Saint-Riquier-ès-Plains, Biffosse 1546), sur Búi nom de personne norrois ?; Blaguefosse (Bourg-Dun, Terroir de Blaguefosse 1490), sur nom de personne norrois Blakkr ? Brunfosse (Sigy-en-Bray, Burnifosse 1410); Greffosse (Ypreville-Biville); Guenefosse (Gainneville, Guenefosse 1421) à comparer avec Guenemare (Saint-Pierre-en-Port, Terreur de Guennemare 1531) ? Guieffosse (Hattenville, Sente de Guieffosse 1564) peut-être le même que Guieufosse à Ypreville, homonymie possible avec Geffosses (Manche, Givolli fossa 1084, Guiofossa vers 1160, Guinefosse vers 1280)

- Fosse- : Fosse-Bernier (La) (Crosville-sur-Scie, id. 1535); Fossé-Obrée (Le) (Baillolet, La Fosse Obrée 1518); Fosse-Ricard (La) (Saint-Saire, La Fosse-Ricard 1235); Fosse-Houlle (La) (Mesnières-en-Bray, la Fosse-Houlle 1585) ; Fosse-Houle (La) (Doudeville, La (sic) camp de la Fosse-Houle 1286) ; Fosse-Gambart (La) (Sigy-en-Bray, Apud fossam Ganbart 1270)

### Après l'an mil
L'affermissement du dialecte normand dans l'ancien duché a fait évoluer les toponymes décrits ci-dessus jusqu'à leur forme actuelle. Une lecture moderne, parfois littéraliste, de l'orthographe ancienne les déforme souvent phoniquement : l'exemple de Cosqueville ou Isneauville, dont le s ne se prononçait plus ; Menesqueville dont le s purement graphique indiquait la prononciation è [ɛ] ou encore Sauxemesnil qui se prononce [sosmeni], le [l] final s'étant amuï, comme dans la plupart des mesnil de Normandie.
Les Normands de l'époque ducale ont nommé les lieux avec les mots de leurs propres parlers, comme n'importe quel habitant de n'importe quelle région. C'est pourquoi, notamment au nord de la ligne Joret, on rencontre un certain nombre de toponymes du type :
- Camprond : le champ rond
- Canteraine : chante rainette
- Canteleu / Canteloup : chante loup

## Toponymie normande et anthroponymie
La fréquence des anthroponymes scandinaves, anglo-scandinaves et anglo-saxons dépasse nettement le cadre des appellatifs de même origine, puisque la plupart des noms de personnes scandinaves, anglo-scandinaves ou anglo-saxons se trouvent associés à des appellatifs romans d'origine latine (type : -ville ; -mesnil- ; -val ; -mont ; etc.).

### Noms de personnes scandinaves: surnoms et hypocoristiques en [i]
- Abbi (nom masculin et féminin), hypocoristique d’Ábiǫrn dans Abbetot (Abetot vers 1060) et un ancien Abbeville (Seine-Maritime, Aba villa vers 1040 - 1066) de localisation incertaine, ainsi qu'Ablon (Honfleur, Abelun XIIe siècle) sur lundr « bosquet ». Il se superpose au nom de personne germanique occidental Abbo que l'on retrouve dans Abancourt (Seine-Maritime, Abencourt vers 1240). Ressemblance fortuite avec certains autres Abbeville, dont Abbeville (Seine-Maritime, Saint-Wandrille-Rançon, Abbatiavilla 1074, Abbatisvillam 1142). Cf. aussi Ablemont à Bacqueville (anciennement Abbemont, Abemont).
- Ámundi (vieux danois Amundi[44]) : Émondeville (Seine-Maritime, pays de Caux, Saint-Vaast-Dieppedalle, Amundevilla 1060-1066, Amundi villam 1163, Amundivilla 1208); Mondeville (Calvados, Caen, Amondevilla 989, Amundi villa en 990). En revanche, la ressemblance avec Mondeville (Champagne-Ardenne, église, Mundavilla 1135, Mundivilla 1147) est fortuite. De même, Mondeville (Seine-Maritime, pays de Caux, Criquetot-l'Esneval, Mondonville 1503) contient sans doute un autre anthroponyme.
- *Agi (vieux danois Aghi[45]; vieux suédois Agi; formes latinisées Ago et Agho) : Acqueville (Manche, Agueville jusqu'au XVe siècle); peut-être dans Agon, nom de personne pris absolument pour lequel la terminaison -i a fait place à -o / -on comme pour Heugon issu de Helgi.
- Aggi dans Acqueville (Manche, Agueville jusqu'au XVe siècle), peut-être dans Agon cf. ci-dessus
- Áki (vieux danois Aki[46]) : Achelunda 1070 - 79 (vieux norrois lundr « bois ») près d'Acqueville (Calvados, Achevilla 13th c.), même propriétaire. Aquedales (alias Aquededales, Seine-Maritime, pays de Bray, Bures-en-Bray, Aquedales 1306)
- Api[47] dans Aptuit, Aptot (Eure, Roumois) / Appeville (Eure, Roumois) et (Petit-)Appeville (Seine-Maritime, pays de Caux)
- Baggi[48] : La Baguelande (Eure, Vexin normand, Bagalunda 1200, Baguelonde 1237) / Bagueville [?], peut-être Baquetot (Seine-Maritime, pays de Caux, Baquetot 1247) cf. Bagby (Yorkshire du Nord, Bagebi, Baghebi XIe siècle)
- Baldi dans Baudessart (Seine-Maritime, Croix-Mare et Mesnil-Panneville, Baldesart au XIIe siècle, Baudessart, 1397); Baudimont (Seine-Maritime, Saint-Vaast-d'Equiqueville, Baudimont 1499). Il se superpose au nom de personne germanique occidental Baldo que l'on rencontre dans Baudimont (Lorraine, Vosges, Baudimont 1711) et même élément dans Baudifosse (Lorraine, Vosges, Baudifosse 1776).
- Barki ou Barkr dans Berquetot (Seine-Maritime, pays de Caux, Yébleron, Berketot XIIe siècle) et Bercaville [?] (Eure, Rougemontiers) NB : en Normandie [a] se ferme régulièrement en [e] devant [r] cf. argent > ergent (action fermante de [r]). On peut y voir également l'attraction des toponymes du type Berquerie « bergerie » et du mot berquier « berger »
- Bari ou Bárðr dans Barville (Seine-Maritime, pays de Caux, Barevilla fin XIIe siècle); Barville (Eure, Lieuvin, Barvilla XIIIe siècle); la Barre-y-Va (Seine-Maritime, Caudebec-en-Caux, Barival 1597); Bariville (Seine-Maritime, Longueville-sur-Scie, Hamel de Bariville XVe siècle); Bariville (Seine-Maritime, pays de Caux, les Loges, Bariville au XVe siècle); Barimare (Fécamp, pays de Caux, Barimare 1336). Possibilité des noms germaniques occidentaux Baro, Baroldus ou Barulfus comme Barville (Orne, Perche) et d'autres Barville ailleurs au nord de la France
- Barni (vieux danois, hypocoristique du scandinave barn « enfant ») : Barneville-sur-Seine (Eure, Roumois, Barnevilla vers 1078); Barneville-Carteret (Manche, Cotentin, Barnavilla 1023 - 1026); Barnavast (Manche, Teurthéville-Bocage); etc. cf. certains Barnby anglais (Suffolk, Barnebei 1086; Yorkshire, Barnebi 1086)
- Blákári dans Blacqueville (Seine-Maritime, pays de Caux, Blachrevilla vers 1080) plutôt que Blakkr
- Blesi / Blesa dans Bléville (Seine-Maritime, pays de Caux, Blevilla 1190). Des formes trop récentes ne permettent pas d'identifier l'élément Blé- avec certitude, il peut aussi s'agir de nom de personne norrois BlæikR / Bleikr ou d'un autre nom
- Boddi dans Boudeville (Seine-Maritime, pays de Caux, Bodivilla, Bodiville vers 1060, Bodevilla 1131) ou son correspondant Boddo issu du germanique occidental
- Bóndi « fermier, mari » (vieux danois Bundi) > anglo-scandinave Bonda, Bunde, etc. : Notre-Dame-de-Bondeville (Seine-Maritime, Rouen, Bundivilla vers 1080); Sainte-Hélène-Bondeville (Seine-Maritime, pays de Caux, Bondevilla 1198) cf. DK, Bonderup cf. anglais husband < vieux norrois húsbóndi
- Bóli (vieux danois Bole) dans Bolbec / Bolleville dont Bolleville (Manche, Cotentin, Bolevilla XIIe et XIIIe siècles), Bolletot [?] (cf. Boltoft, Schleswig-Holstein et Boletoft, Swineshead, Lincolnshire Boletoft 1316)
- Bolli dans Bolbec / Bolleville et Boulleville (Eure, Lieuvin, Bollivilla vers 1080)
- Boði > anglo-scandinave Boþe dans Bouville (Seine-Maritime, pays de Caux, Bouvilla avant 1155, Bovilla 1212, Bouvilla 1223, Bovilla vers 1240) et Bosville (Seine-Maritime, pays de Caux, Botevilla 1060 - 66) ou un correspondant germanique occidental, tel que Bodo. Il semble falloir exclure Bolo que l'on croit reconnaître dans Bouville (Essonne, Bolovilla 1119). Bouville (Eure-et-Loir) est un ancien Bonville qui contient l'anthroponyme Bodo au cas régime : Bodon, sauf si la forme Disboth villa (vers 820) est correcte.
- Bósi (ancien danois Bosi, ancien suédois Bose), écriture runique : ᛒᛟᛋᛁ, bosi (nominatif), ᛒᚢᛋᚨ, busa (accusatif))[49]. Dans les très nombreux Beuzeville; Beuzemont (et certains Boisemont); Beuzebosc; Beuzemouchel; Beuzemare (Seine-Maritime, pays de Caux, hameaux à Auppegard et Saint-Sauveur-d'Emalleville); Beuzemesnil (Seine-Maritime, pays de Caux, Turretot, Bosemaisnil 1222); Beuzeval (Seine-Maritime, pays de Bray, Sommery, Bezeval 1380); Beuzeval (Vexin, Beauvoir-en-Lyons); Beuzeval (Seine-Maritime, pays de Caux, Ouville-la-Rivière, Buezeval 1328); Beuval ou Beusval (Cotentin, Siouville-Hague) et son ruisseau le Beuzembec. Il se superpose au nom de personne germanique occidental Boso qui est bien identifié ailleurs cf. Bézancourt (Seine-Maritime, pays de Bray, Bosencort fin XIIe siècle); Bouzonville (Lorraine, Moselle, Bozonisvilla XIIe siècle), formes au cas régime.
- Bóti (variante de Bót) dans Boutteville (Manche, Butevilla, Botevilla vers 1090); Bouttemont (Calvados, Ouilly-le-Vicomte, Botemont 1198); Bouttemare (Seine-Maritime, pays de Caux, Vinnemerville, Boutermare 1546, Bouttemare 1957). Il se superpose au nom issu du germanique occidental Botto que l'on rencontre dans Boutigny, Bouttencourt, etc.
- Bulli (variante de Bolli) dans Bultot (Seine-Maritime, Buletot 1236; Bulletot 1412) et Bolleville (Seine-Maritime, Bullevilla vers 1025)
- Brámi ou féminin Bráma : Brametot (Seine-Maritime, pays de Caux, Bramatot vers 1025); Brennetuit (Seine-Maritime, Heugleville-sur-Scie, Brametuit jusqu’au XVIIe siècle). Pour Brennetuit situé à 9 km du précédent (Seine-Maritime, pays de Caux, Saint-Hellier, Bramthuit 1137, Brantuit XIIe siècle; Terram de Brantuit 1460), la régularité des formes anciennes ne confortent pas cette explication, il semble préférable d'y voir le substantif brandr « incendie, feu de bois, brandon » dont l'association avec tuit est pertinente). Il y a eu attraction réciproque entre ces deux toponymes proches à la fois phonétiquement et géographiquement.
- Brandi (vieux danois Brande)[50] : Branville (Calvados, Dozulé, Brandavilla 1030), sans doute Brandeville (Seine-Maritime, pays de Caux, Vattetot-sur-Mer), plutôt que son correspondant Brando issu des langues germaniques occidentales, étant donné le grand nombre de toponymes et microtoponymes normands contenant l'élément Bran-, tous situés dans l'aire de diffusion de la toponymie norroise. Voir Brandr ci-dessous pour les autres Branville
- Breði dans les Bréville normands (ex : Bréville-les-Monts, Calvados, Brivilla 1108 / 1133; Bréville-sur-Mer, Manche, Brevilla 1056) et Brestot (anciennement Breitot), peut-être Bréval (Seine-Maritime, (Bosrobert) et Brémare. La ressemblance avec Bréville (Charente) est fortuite car il s'agit d'un ancien Berovilla (1220), Bero- représentant le nom de personne issu du germanique occidental Bero devenu Bre- par métathèse de [r] et qui peut expliquer aussi certains Berville normands
- Búi (variante à l'ouest pour Bói) dans Bébec (Villequier, Buebec fin XIIe siècle, Buibec 1212); Buglise (Cauville, Buiglise, forme régulière jusqu'au XIVe siècle); Buetorp (Massy, In Buetarp 1250 cf. Boythorpe GB); les Biville (ex : Biville-la-Baignarde, Buivilla vers 1240); Biéville; etc.[Notes 11], plutôt que son correspondant anglo-saxon Boia
- *Frilli (féminin *Frilla) dans Freulleville (Seine-Maritime, Frela villa 1177 -82, Frellavilla vers 1185); Magny-le-Freule (Calvados); Montfreule (Calvados, à 5 km de Magny). Il s'agit de surnoms d'après les noms communs friðill « amant, galant » > frilli (friðla > frilla désigne une concubine). Le doublement de [l] justifie le passage de Frell- à Freul- comme dans le nom de la Veules (Seine-Maritime, Wellas en 1025, notée aussi Veulles), hydronyme de type anglo-scandinave wella « source, cours d'eau ». Quant à l'évolution [il] > [el], elle est régulière cf. latin illa > français elle. *Frilli peut aussi être un hypocoristique de FriðlæifR / Friðleifr comme Gulli de GuðlæifR / Guðleifr. Le nom de personne germanique occidental Fritilo peut convenir aussi.
- Friði (vieux danois Frethi, nom féminin Fríð(a)) dans Fréville (Seine-Maritime, pays de Caux, Fraitvilla 1091-1120, Hug. de Frievilla 1143); Fréville (Seine-Maritime, pays de Caux, Fontaine-la-Mallet, Fredivilla Fredevilla 1035, Freiville fin XIIe siècle); Fréville (Eure, Goupillères, Fredevilla vers 1023, Freevilla 1258); Fréville (Calvados, pays d'Auge, Hennequeville, Freivilla 1198 magni rotuli, p. 65); Fritot (Manche, Cotentin, hameau à Saint-Germain-le-Gaillard, Fritot 1753 - 1785). Le nom de personne Frido issu du germanique occidental peut convenir aussi. Cf. Fronville (Haute-Marne, Froitvilla IXe siècle); Fronville (Belgique, Fredonvilla 1066) au cas régime.
- Galli : Galleville (Seine-Maritime, Gallevilla vers 1210)) et Fontaine Galleville (Calvados)
- Geiri / GæiRi : Gerville (Criquetot-le-Mauconduit, Geyrivilla vers 1040)
- Geirný, nom surtout féminin, dans Garnetot (Calvados, Gernetot 1145, Guernetot vers 1250)
- Geri (variante vieux danois de Geiri) dans Gerville-la-Forêt (Manche, Gerivilla 1080) et Gréville-Hague plutôt que son correspondant germanique occidental Gero
- *Ginni dans Gennetot et Genetot (hameau à Hautot-Saint-Sulpice). cf. Domesday Book, nom de personne Ghinius, Genius. Gintoft (D, Schleswig-Holstein)
- Gunni dans certains Gonneville : Gonneville-sur-Scie (Gonnevilla vers 1022-1026); Gonneville-la-Mallet (Gonnevilla XIIe siècle) et Gonnetot (Gonnetot 1206)[51]. En revanche, Gonneville (Manche, Gunnovilla 1106 - 1107, Gonnovilla 1154); Gonneville-sur-Dives (Gonnolvilla 1082, Gunnolvilla 1135, Gonnouvilla 1198) contiennent plutôt le nom de personne vieux norrois Gunnólfr (voir ci-dessous).
- Hnakki (vieux danois Nakke) : Urville-Nacqueville (Nakevilla 1148)
- Hófi / Hofi (vieux danois Hovi) dans le Navetot (Hovetot 1077) et peut-être Houvelont (Hattenville, sans forme ancienne) sans doute avec lundr « bosquet » > -lont. cf. pour l'évolution phonétique, le normand houvet « tourteau » de hóf, accusatif de hófr « sabot »[52].
- Helgi dans Heuqueville (Seine-Maritime, pays de Caux, Heuguevilla 1198); Heuqueville (Eure, Vexin, Helgavilla 1035); Heugueville (Manche, Cotentin, Helgevilla 1115); Helleville (Manche, Cotentin, Helgevilla 1156 -1173). Les noms de personnages Heugon (Helgo) au XIe siècle, contenu dans Heugon (Orne, pays d'Ouche), et un Petrus Helge de Fayo en 1227 sont attestés. Helge est le nom de famille qui s'est peut-être perpétué dans le patronyme Heugue, jadis en usage dans le Calvados. cf. aussi Helletoft, GB
- Hjalti / Hialti > anglo-scandinave Helte[53] dans Héauville. Il se perpétue dans les patronymes exclusivement normands Heute[54] et Heutte
- Holti : Houtteville (Manche, Cotentin, Hultivilla 1070-1082, Holtavilla fin XIe siècle)
- Hunni ou Húni : Honfleur (Calvados, pays d'Auge, Hunefleth 1025, Hunefloth vers 1062) / Honneville (Calvados, pays d'Auge); Honaville (contigu à Honfleur)
- Hvati (ou Hvatr, vieux danois Hoat) > anglo-scandinave *Wate dans les Vattetot (Seine-Maritime, pays de Caux, Watetot XIIe), Vattecrist (Seine-Maritime, pays de Caux, Wateclite XIIe siècle) et Vatteville-la-Rue (Seine-Maritime, Wativille 1032-1047) et Vatteville (Eure, Wattiville vers 1031) et son port de Vatteport (Vateport 1616). Un anthroponyme anglo-saxon Watta convient aussi. Le nom de personne francique Watto ne convient pas pour les Vattetot car trop rare pour avoir pu être utilisé avec l’appellatif -tot
- Kappi : Capval (Seine-Maritime, pays de Bray, Capeval XIIe siècle); Captot à Étoutteville (Seine-Maritime); Cappemare (Seine-Maritime, Berville, Cappemare 1582) ; Cappetot (Seine-Maritime, Canteleu, Cappetot, 1903).
- Kári (variante Kárr, vieux danois Kari) « le Frisé » ou « l'Obstiné, le Combatif » dans : Carville (Seine-Maritime, pays de Bray, Blangy-sur-Bresle, Karevilla 1258) ; Carville (Seine-Maritime, Darnétal, Cara villa 1024) ; Carville-la-Folletière (Seine-Maritime, pays de Caux, Caravilla 1337, Kareville 1403); Carville-Pot-de-Fer (Seine-Maritime, pays de Caux, Karevilla 1210); Carville (Calvados, Caravilla 1107, Karvilla 1198) cf. certains Karby (Danemark, Suède) ; Kareby (Suède); Careby (GB, Lincolnshire); Cartot / Carretot (pays de Caux, Carethot 1243) ; Cartot (Cotentin, Lessay, Cartot 1689) ; Cartot (Cotentin, Rauville-la-Place, Cartot 1825 - 1866) cf. Karetofte (Danemark); Káratótt (Islande), Cartoft (GB, Yorkshire), Karatofta (Suède) ; Carbec (Lieuvin, Grestain, Carebec XIIe siècle); Querbot (Cotentin, affluent de la Saire, Carbec 1753 - 1785) cf. Carbeck (GB, Yorkshire), peut-être Karrebæk (Danemark); Caridal (1422, Seine-Maritime, Sorquainville) cf. Cardale (GB, Yorkshire) ; Carval ; Carmont (Seine-Maritime, pays de Caux, Triquerville, Carmont 1544) ; Caremont (pays de Bray, Gaillefontaine); Caremare, ancienne mare et microtoponyme (Seine-Maritime, Roumare, val de Caremare 1580) ; Hamel-Care (Seine-Maritime, Bois-Guilbert, 1580)
- Karli ou Karl dans plusieurs Caltot (Cf. Kaltoft, Schleswig-Holstein D) / Calleville (Seine-Maritime, pays de Caux, Carlevilla en 1216, Karlevilla XIIIe); Cailleville; Cailletot; Calletot; Calleville-les-Deux-Églises (Seine-Maritime, pays de Caux, Carlevilla 1143), etc.
- Káti (vieux danois Kati, nom féminin Káta) : Catelon (Eure, Roumois, ecclesiam Catelunti 1096 - 1101), Cattehoule / plusieurs Catteville, dont Catteville (Manche, Cotentin, Catevilla vers 1095)
- *Kǣrandi > *Kǣrnadi : Carneville (Manche, Cotentin, Chernetvilla (?) 1074, Carnanvilla 12th c., Kiernevilla 1196) cf. Carnaby (GB, Cherendebi 1086, Kerendebi 1155 - 1157, Kernetebi 1190, Kerneteby 1267)
- Knapi : Canapville (kenapevilla 1180), Canappeville, etc. cf. GB, Knaptoft, Knapthorpe
- Kolli (vieux danois Kolle) : Colletot (Eure, Roumois) / Colleville (Seine-Maritime, pays de Caux); Colmesnil; Colbosc (Seine-Maritime, pays de Caux) et Colmare (Seine-Maritime) / dans plusieurs Colleville; Colmoulin; Colmesnil-Manneville; Boscol cf. GB, Colby, Koltoft, Schleswig-Holstein, D
- Korni : Cornemare / Corneville-la-Fouquetière, Corneville-sur-Risle
- Malti (vieux danois) : Motteville (Seine-Maritime, pays de Caux, Maltevilla 1059), Mautheville-sur-Durdent (Seine-Maritime, pays de Caux, Mautevilla fin XIIe siècle)
- Lófi dans Louvetot (Seine-Maritime, pays de Caux, Luvetoth 1024 - 1026) et Louvetot (Seine-Maritime, pays de Caux, Grigneuseville, Lovetot 1137)
- Lokki (variante de lokkr « celui aux cheveux bouclés »)[55] dans Locqueville (Cahagnes, Loquevilla 1289) [?][56]
- Múli (vieux danois Muli) : Muneville-sur-Mer (Manche, Cotentin, Encore Mulleville sur la Mer en 1503) et son ruisseau Le Mulambec; Muneville-le-Bingard (Manche, Cotentin)
- *Otti (ou Otto) : Octeville (Othevilla 1063 - 1066); Octeville-sur-Mer (Otevilla XIIe siècle); le Tilleul-Othon (Tilliolum Othonis 1289, Raol le fis Othon possédait des biens dans cette paroisse au temps de Richard, duc de Normandie)
- Rúmfari « Celui qui fait le voyage à Rome » : Saint-Romphaire (Manche, avec graphie ph hellénisante). En réalité, il s'agit de saint Romachaire, nom de personne germanique (latin Romacharius < germanique Rumakar) ayant subi l'influence de l'anthroponyme norrois Rúmfari.
- Rúni (vieux danois Runi) dans Runetot [?] (Motteville, Renetot ou Runetot 1477) Cf. Rundhof (Runætoft 1231, danois Runtoft) Schleswig-Holstein, D. ; Runetoften à Århus, DK / Runneval (Seine-Maritime, pays de Bray, Vieux-Rouen-sur-Bresle, Runneval 1757, Runeval 1875) ; Reigneville-Bocage (Manche, Cotentin, jadis Runeville 1421)
- Saxi dans Sassetot-le-Mauconduit, Sassetot-le-Malgardé (Cf. Sakstoft, DK), Saussetour (Manche, Cotentin, Sauxetorp fin XIIe siècle) et Sauxtour (Manche, Cotentin, Sauxetourp 1292) (cf. Saustrup, Schleswig-Holstein D. jadis Saxtorppe et Saxtorf, jadis Saxtorpe 1538 idem) / Sasseville, Sauxemesnil, Saussedalle (Saint-Vigor-d'Ymonville, Saxedale fin XIIe siècle)
- Sibbi forme vieux danois de Sighbiorn : Sébeville (Manche, Sebevilla 1159 - 1181), à ne pas confondre avec l'élément Sébé- dans Sébécourt (pays d'Ouche) qui représente l'anthroponyme germanique Sigebert(us) > patronyme Sébert (Normandie et Picardie)
- Siggi[57] dans Sigueval (Manche, Sauxemesnil). Cette hypothèse est justifiée par le maintien du [g] intervocalique
- Skalli « le chauve » : Écausseville (Manche, Cotentin, Escaullevilla 1147, Escallevilla 1175, 1203, 1232), Écolleville (manche, Cotentin, Escauleville 1407, 1461, 1499) près du Mont d'Escaulequin 1499 (Manche, Cotentin, Escalleclif XIIe siècle)
- *Sildi (variante de Sild, ancien scandinave de l'est, vieux danois) dans Cidetot / Cideville (Seine-Maritime, pays de Caux, Silde villa 1075) et Sideville (Manche, Cotentin, Sildeville 1200) cf. Sillerup (Allemagne, Schleswig-Holstein, Silderup 1638)
- Skeggi « le barbu » dans Ecuquetot (Seine-Maritime, pays de Caux, Eskeketot 1222)/ Équiqueville (Seine-Maritime, pays de Caux, Schechevilla 1142 - 1150) (cf. Skegby, Nottingham, GB)
- Skialdari > anglo-scandinave *Skelder : Équeurdreville-Hainneville (Cotentin, Sceldrevilla 1063 - 1066) cf. GB Skelderskew, Skeldergate
- Skrauti : Écretteville-lès-Baons (Seine-Maritime, pays de Caux, Scrotivilla 1006), Écretteville-sur-Mer (Seine-Maritime, pays de Caux, Escrutevilleta XIIIe siècle)
- Skúli (vieux danois Skuli) dans Écultot (Seine-Maritime, pays de Caux) / Éculleville (Manche, Cotentin, Escullevilla v. 1140)
- Sóti (vieux danois Soti) uniquement avec appellatif roman dans plusieurs Sotteville, Sottevast (cf. Satrup, D et DK, jadis Sotorp)
- *Sproti (féroïen Sproti) > Sprot (Domesday Book) dans Épretot (Seine-Maritime, pays de Caux) / plusieurs Épreville, dont Épreville (Seine-Maritime, pays de Caux, Sproville vers 1025); Épremesnil, le Havre (cf. Sproatley et Sprotbrough, Sproteburg XIe siècle, GB)
- Stáli (vieux danois Stali) : Etalleville (Seine-Maritime, pays de Caux, Stalavilla 1185)
- Sumarliði « celui qui voyage en été » dans Sumelleville, toponyme disparu du Cotentin (Summerleevilla vers 1210). Ce prénom est encore usuel en Islande.
- Stubbi (Domesday Book) dans Étoupeville (Manche, Sotteville, Estobavilla 1093) et son bois d’Étoublon (Stobelont vers 1000)
- Svarti (vieux danois Swart(e)) : Surville (Eure) (Souarville 1220, Soarvilla 1221), à ne pas confondre avec Surville (Manche, Suravilla en 1164) peut-être « "ville" sûre »
- Svarthǫfði (vieux danois Swarthofthi) « tête noire » dans Sortosville (Soortovilla 1107 - 1109), Sortosville-en-Beaumont (Sorthoovilla vers 1150) et Surtauville (Sortovilla en 1214)
- Tati dans Mesniltat (Seine-Maritime, pays de Caux, Baons-le-Comte, Mesnil Tate 1224 [concerne peut-être le Mesnil Tade, à Saint-Michel-de-la-Chapelle ou Saint-Michel-du-Haizel, com. de Saint-Romain-de-Colbosc], Le Mesnil (Tate) 1393, Le Mesnil Tata 1397-98, Le Mesnil Tate 1411) et Tatihou, île au large de Barflleu (Barfleur), Cotentin.
- Tommi ou Tummi : Tonneville (Tommevilla, Thommevilla XIIIe siècle), Saint-Georges-de-la-Rivière (Tummavilla 1080, Tommevilla 1286). Il est distinct de Tonneville (Bourville, peut-être Taunacum villa 702 - 704, Tonnevilla vers 1210) qui est un ancien Taunacum, toponyme gallo-roman en -acum, auquel s'est adjoint plus tardivement l'appellatif -ville
- Tófi (vieux danois Tovi) dans Le Mesnil-Tove (Manche, Maisnilium Tove 1124 - 33) ; hameau de la Toverie, Saint-Germain-de-Tallevende. Possibilité de son équivalent féminin Tófa ou Tova
- Tóki (vieux danois Tok(k)i) dans Tocqueboeuf / Tocqueville (cf. Tokkerup, DK.)
- Tóli (vieux danois Toli) ou Tóla (forme féminine), peut-être dans Touville (Touvilla vers 1240); Tolleville (Manneville-la-Goupil, Tollevilla 1216); Tollebusc (Yvetot, Tolebusc sans date, Tolebusc 1230); Tollesac [?] (-sac, élément obscur); Toulmare (Eure)
- Vakri ou Vakr dans Vacqueville [?], hameau à Vierville-sur-Mer cf. Blacqueville pour l'évolution Vakr- > Vacque- : Blac(h)revilla XIe siècle). N. B. Homophonie avec Vacqueville (Meurthe-et-Moselle, Episcopi villa, Vaskeville, Vesqueville « ferme, village de l'évêque »), peut-être même explication.
- Váli (vieux danois Wale) : Valletot (Eure, Roumois, Valetot 1398) ; Valtot (Manche, Cotentin, hameau à Sideville et Virandeville, Valtot 1753 - 1785); Valleville (Eure, Brionne); Valleville (Seine-Maritime, Ectot-les-Baons, Wallevillam vers 1210)
- Vígi (ou VígR, vieux danois Wigh) : Prétot-Vicquemare (Seine-Maritime, pays de Caux, Wiguemare vers 1210), Victot-Pontfol (Calvados, pays d'Auge, Wigetot XIIe siècle cf. Wigtoft, Lincolshire)
- Villi (ancien danois Willi, Ville) dans Illeville-sur-Montfort (Eure, Roumois, Willevilla XIIIe siècle); Villetot (Manche, Cotentin, hameau à Gorges, Villetot 1825 - 1866). cf. Wilby (GB, Northumberland, Willabyg vers 1067) : du nom de personne vieil anglais Willa ou vieux scandinave Villi + bý
- Viði (vieux danois Withi) dans Vitot (Witot 1035 - 1047); Yville-sur-Seine (Wit villam vers 1025)

### Autres anthroponymes norrois

#### Noms simples
- Baldr dans Bauville-la-Cité (Seine-Maritime, pays de Caux, Bretteville-Saint-Laurent, Bauvilla vers 1240). Les mentions, trop récentes, ne permettent pas d'identifier l'élément Bau- avec certitude. Il se superpose au nom de personne Baldo, issu du germanique continental (qui se perpétue dans le patronyme Baud), mais qui dans ce cas, associé à -ville, aurait dû aboutir à *Baudeville.
- Bárðr, voir Bari ci-dessus.
- Biórr ou Bjórr (variante Biúrr) « le Castor » dans Bieurville (Seine-Maritime, pays de Caux, Bosville, Bieureville 1463) et Bieurval (Seine-Maritime, pays de Caux, Cliponville, Bieurreval 1420-1456). L'absence d'attestation d'un [n] ne permet pas de proposer les noms de personnes Biǫrn ou Biarni « l'Ours ». Albert Dauzat a proposé Biarn pour expliquer Bierville[58] (Seine-Maritime, Birvilla 1184, Biervilla vers 1210) sans tenir compte de Bierville (Essonne, Beervilla vers 1100) et du premier élément de Biermont (Oise, Bihermont 1222) qui contiennent sans doute un nom de personne issu du germanique occidental. En outre, il n'existe aucune trace du [n] de Biarn(i) dans les formes anciennes de Bierville.
- Blaeingr, anthroponyme que l'on retrouve dans le Möðruvallabók par exemple[59]. Il est contenu dans Blainville-sur-Mer (Manche, Blainvilla 989 - 996), en revanche les autres Blainville sont basés sur le thème BLAD. On retrouve aussi en Angleterre Blingsby, village disparu du Derbyshire : Blanghesbi, DB.
- Blakkr (ou Blakki) dans Blactot (Manche, anciennement Blachetot en ancien français le digramme ch note souvent [k]) cf. peut-être également dans le lieu Blacktoft GB) / Blacqueville (Seine-Maritime, pays de Caux, jadis Blacrevilla XIe siècle) et Chamblac (Eure, pays d'Ouche, Campus Blaque 1234, devrait être écrit « Le Champ-Blaque » avec l'article selon l'usage local et -aque, car ce n'est pas la terminaison -ac (issue du suffixe -acum) qui n'existe pas en Normandie, où le suffixe -acum a régulièrement abouti à -ay / -ey et dans sa version (i)acum a -y / -é
- Bleigr ou Bleikr ou *Bleyð dans Bléville (Le Havre, SM, Bleivilla avant 1164; Blevilla 1167-1180)
- *Blundr cf. Blund- et blundr « sommeil, assoupissement » dans Blonville (Calvados, Blunvilla 1104)
- Brandr (vieux danois Brand)[60] : Branville (Seine-Maritime, Saint-Aubin-Épinay, Brant villa vers 1025[61]), Branville (Eure, Branvilla XIe siècle), Branville-Hague (Manche, Cotentin, Hague), Branmaze (Seine-Maritime, pays de Caux, Manéglise, Branmoze ou Branmaze XIXe siècle) [?], Branmesnil (Seine-Maritime, pays de Caux, hameau disparu vers La Poterie-Cap-d'Antifer, Branmaisnil vers 1040 chez Jean Adigard des Gautries, 1956 p. 230).
- Breiðr[62], voir Breði ci-dessus
- Brestir dans Bertelonde (Seine-Maritime, Criquetot-sur-Longueville, Bois de Brestelonde ou Bræstelonde en 1380) ou substantif brestr « fossé », d'où le sens global possible de « bois du fossé », le relief y étant accidenté.
- Brokkr[63] dans Brosville à Saint-Étienne-sous-Bailleul (Eure, Brochvilla 1025); Brosville (Eure, Brocvilla 1027); Brotonne (Seine-Maritime, Broctona, Brothona 1142, Brocthon en 1203) et le nom de deux personnages mentionnés en 1025 dans la région de Bernay (Eure) : Goiffredus Broc et Hugo Broc, le second nom représentant certainement le surnom scandinave, bien établi sur ce modèle dans Petrus Helge de Fayo au XIIe siècle.
- Brúnn (variante Brúni) dans les Brunville tels Brunville (Seine-Maritime, Brumvilla, sic pour Brunvilla 1028 ou 1034, Brunivilla 1059, Adigard des Gautries, 1956 p. 232); Brunville (Seine-Maritime, Limesy, Brunvilla vers 1060); etc.; certains Brumare; Brumpuis (Seine-Maritime, Angerville-la-Martel, Brumpuis 1300); les Brunval (Seine-Maritime, Saint-Aubin-Celloville, Brunvallem 1250)
- Fleinn dans Flainville (Seine-Maritime, le Bourg-Dun, Fleinvilla 1154)
- Fótr dans les Fauville (dont les formes anciennes sont toutes du type Fodvilla et Foville)
- Gautr dans Gauville (Seine-Maritime, pays de Caux, Saint-Wandrille-Rançon Got villa 1025 - 1026; Gothvilla 1074); Goville (Calvados, Bessin, hameau du Breuil, Gosville 1147); le Petit-Goville (Seine-Maritime, pays de Bray, ferme à Neufchâtel-en-Bray, Govil 1757) et Gottot (Manche, Cotentin, Étienville). cf. pour la phonétique avec l'élément scandinave -gautr : les Angoville sur Ásgautr, dont Angoville-en-Saire (Manche, Cotentin, val de Saire, Ansgotvilla 1164). Quant à Goti « le Gotlandais », il ne convient pas, car un toponyme en -ville aurait évolué en *Gotteville comme Soti en Sotteville. L'homographie avec les Gauville de l'Eure et de la Somme est fortuite cf. Gauville-la-Campagne (Eure, Galvilla vers 1060, Wauvilla 1181) sur nom de personne norrois Valr / Vali (vieux danois Wale) ou francique Walo; Gauville (Somme, Goovilla 1146, Gohovilla 1160) sur nom de personne germanique occidental Goto / Godo ou Godulf
- Grímr / GrímR (vieux danois Grim). Souvent sous la forme Grinius en latin médiéval, dans certains Grainville (Seine-Maritime, pays de Bray, Grainville-sur-Ry : Grinvilla 1055-1066; Seine-Maritime, pays de Caux, Grainville-la-Teinturière : Grainvilla 1060 - 66, Grinvillam 1082 - 87; Grainville, Londinières : Grinvilla vers 1034; Grainville, Brametot : Grinvilla vers 1240); Grimbosq; Graimbosc (Saint-Jean-du-Cardonnay et Malaunay, Graimbosc 1392); Mesnil-Grain, Grainval (Fécamp, Grinval vers 1040); Grintuit (Longueil, Grintuit 1467-1468); le Grimbourg (ou le Graimbourg, Cuy-Saint-Fiacre). En revanche, Grainville-sur-Odon et Grainville-Langannerie se composent plus probablement du nom de personne germanique Gairinus / Garinus
- Hákon / Hakon (vieux danois Hakun), hypothétique, faute de formes anciennes dans Hacqueville, hameau à Granville (Manche) et Hacqueville, hameau à Pirou (Manche). Ils sont peut-être basés tous les deux sur le même personnage dénommé Hakun, Hakon qui aurait donné son nom à Agon[64] à 18 km au sud de Pirou et à 35 km au nord de Granville [?], bien que des raisons phonétiques semblent s'y opposer.
- Háls / Hals : Hauville (Eure, Roumois, Halsvilla 1014); Hautonne [?] (Eure, Roumois, à 8 km de Hauville)
- Hildir : Héritot (Calvados, pays d'Auge, Cléville, Heldestot XIIe siècle), se superpose au nom de personne germanique occidental Hildarius dans Heudreville (Eure, Auvillars, Heldrevilla 1189); Heudreville (Eure, Nonancourt, Hildrevilla 1160)
- Huldr (variante Huld), conjecturellement *Huldi, ou Hulda (nom féminin) dans Houdetot (Seine-Maritime, Huldetot vers 1025); 2 Houdemare (Seine-Maritime, Gonfreville-Caillot et Limpiville); Huldefosse (Seine-Maritime, Bourg-Dun, Huldefosse 1576)
- Hvít(r) (vieux danois Hwit) > anglo-scandinave *Wit dans Vitot / Iville (Eure); Yville-sur-Seine (Seine-Maritime, Wit villam vers 1025), etc.
- Ingil dans Ingleville à Tocqueville (Manche)
- KalfR (variante Kálfr) « l'Agneau » dans Cauville (Calvados, Thury-Harcourt, Calvavilla 1082)[65] ou bien « domaine rural chauve » c'est-à-dire « dénudé, sans arbre » cf. Caumont, Chaumont, ou « du Chauve » (ancien normand cauf « chauve »). En revanche, Cauville-sur-Mer (Seine-Maritime, Calvelvilla 1040-1066) contient certainement le nom de personne Calvel > Cauvel, variante septentrionale de Chauvel
- Klakkr / KlakkR (vieux danois Klak) dans les Clasville / Claville, Mesnil-Claque (Seine-Maritime, Entre-Caux-Vexin, jadis Mesnilclac), Clatot, ancien hameau à Clasville cf. Clacton GB et Harald Klak
- KlippiR / Klippir peut-être dans Cliponville (Seine-Maritime, Cliponvilla vers 1025) avec changement de finale cf. Heugon et Agon
- Krákr dans Crasville, Craville, Crabec (Havre de, Manche), peut-être Craque-Mesnil (Manche, Brix)[66]
- Krókr / KrókR (vieux danois Krok) dans Cropus (Seine-Maritime), Crosville-sur-Scie (Seine-Maritime, Crocvilla vers 1020), Le Mesnil-Croc (Manche, aujourd'hui Faubourg du Pré à Saint-Lô ; Maisnillum Croc en 1174), Crosville-sur-Douve, etc.
- Pelle (vieux danois, vieux suédois) dans plusieurs Pelletot (Seine-Maritime, Le Catelier, Peletot XIIe siècle); Pellemare (Seine-Maritime, Notre-Dame-de-Gravenchon, Pellemare 1685).
- Randr (vieux danois Rand) ou Rán (nom féminin) dans Ranville (Calvados, Ranvilla 1066), Rantot (Manche), Randal (Manche). Les ressemblances avec Ranville (Charente) et Rainville (Lorraine) sont fortuites, Ranville (Charente) est un ancien Aranvilla (1254) et Rainville, un ancien Ratanevilla, Redinevilla (XIe siècle)
- Smiðr (vieux danois Smith) : Émiéville (Calvados, Esmitvilla 1129); Émainville (Eure, Smit villa vers 1024)
- SpáR (vieux suédois Spa, donc on peut supposer un vieux norrois de l'est *Spa) : Épaville, nom de trois hameaux au moins : à Heuqueville (Seine-Maritime (Seine-Maritime, pays de Caux, Espaville 1482), à Sainte-Croix (Seine-Maritime, Montivilliers, Épaville 1620) et aux Pieux (Manche, Cotentin, Épaville)
- Starr (vieux danois Star) : Éterville (Calvados, Starvilla XIIe siècle)
- Spiót (variantes Spióti, Spiútr, Spiut) > anglo-scandinave *Spot dans Épouville (Seine-Maritime, Espovilla 1035, Espovillam 1178) cf. Spotland (Lancashire)
- Teitr : Théville (Manche, Tedvilla, Teivilla, Theyvilla, Villa Teth en 1021-1025)
- Þórr (vieux danois Thor) dans Turmare (Seine-Maritime, Limpiville 1540); Turmoulin (Seine-Maritime, Héricourt-en-Caux, Turmolin 1181-1183); tous les Tourville : les formes anciennes sont du type Tor villam 996 - 1026 (Tourville-la-Rivière); Turvilla 1025 - 1026 (Tourville-la-Chapelle); Torvilla vers 1060 (Tourville-sur-Arques) ne permettent pas de proposer comme anthroponymes Þórðr (forme contractée de Þórfreðr) ou Þórfi.
- Þræll, rencontré dans la Rígsþula de l'Edda poétique[67] (þræll signifiant « esclave », d'où danois træl « esclave »), dans Tréauville (Manche) si la forme Trelvilla citée en 1057 est correcte, cependant c'est plutôt *Treelville dont il s'agit.
- Þróndr (vieux danois Thrond) dans Tronville (Valcanville, Manche, Val de Saire, Tronvilla 1189), homophonie sans doute fortuite avec Tronville et Tronville-en-Barrois, deux communes de l'est dont le nom remonte à un Trudon-ville, sur le nom de personne germanique occidental Trudo au cas régime, ce cas ne se rencontrant en principe pas en Normandie dans les formations en -ville
- Valr ou ValR : Vaucottes (Seine-Maritime, pays de Caux, Vaucote 1461-62); Vautuit (Seine-Maritime, pays de Caux, Wautuit XIIIe siècle) / Vauville (Walvilla 1054)
- Varr dans Varreville ? (Calvados, Neuilly-la-Forêt, Varvilla 1294)

#### Noms composés
- AldulfR dans Audouville-la-Hubert (Manche, Aldulfi villa 1040 - 1053). Il se superpose au nom de personne anglo-saxon et germanique continental Aldulf, que l'on retrouve quant-à-lui dans le lieu non identifié de Picardie Aldulfi curtis attesté en 843
- Álfmóðr, Almóðr, Almod dans Aumeville-Lestre (Manche, Almevilla 1126); Ammeville (Calvados, Almovilla 1108). Il se superpose au nom de personne germanique continental Almod(us)
- Alfvaldr > anglo-scandinave A[l]ward, Alware dans Le Mesnil-au-Val (Manche, Mesnillo Auvar XIIe siècle, Mesnillo Awari 1220)
- Arnketill / Arnkætill dans Arthéglise (Manche, Archetiglise vers 1150). C'est peut-être ce nom que l'on trouve sous la forme Archeter [de Guéron] (Calvados, 1066-82, Bates 91). Ce type de formation nom de personne scandinave + église ou (-glise, par aphérèse de /e/ ou /i/) se rencontre également dans Buglise (Seine-Maritime, Ecc. de Buiglise vers 1240, sur nom de personne scandinave Búi) et dans l'Ecluse, lieu-dit de la commune de Saint-Martin-le-Gréard (Manche, Coleclesia vers 1000 : *Coliglise, *Coleglise, sur nom de personne scandinave Koli). Ces formations toponymiques romanes septentrionales, de type précoce, sont parallèles aux toponymes germaniques occidentaux et scandinaves en -kirch(e), -kerk(e), -kirk « église » souvent précédés d'un nom de personne. En Normandie, ce type toponymique entièrement germanique est aussi illustré par Yvecrique (Seine-Maritime), basé sur l'ancien norrois kirkja « église » et le nom de personne d'origine germanique Ivo > Yves. L'évolution *Arnketil- > *Archete(u)- > *Artete- > *Arthe- est comparable en toponymie à celle observée pour d'autres anthroponymes comprenant l'élément ketill / kætill « chaudron » cf. ci-dessous Teurthéville-Hague (Manche, Torquetevilla XIIe siècle) ou Ancteville (Manche, Ansketevilla 1196, Anschetelvilla, sans date). Le digramme ch (ou trigramme sch) note parfois [k] (ou [sk]) (cf. aussi Ancourteville, Seine-Maritime, Anschetilvilla vers 1024 ou Turquetil d'Harcourt souvent noté Turchetel, Turchetil)[Notes 12].
- Ásgeirr / ÁsgæiRR : peut-être Augertot (Seine-Maritime, pays de Caux, Virville); Angerville (-la-Martel, Seine-Maritime, Ansgerivilla 1112; l'Orcher, Ansgervilla 1199); Angreville (Seine-Maritime, pays de Bray, Douvrend, Ansgeri villam vers 1034). Il se superpose au nom de personne germanique continental Ansgar que l'on trouve dans  Angerville (Essonne, Ansgerii villa 1079)
- Áskell / Áskæll > anglo-scandinave *Oskel dans Ocqueville (Seine-Maritime, pays de Caux, Oskevilla vers 1150, Osche villa 1177)
- ÁslæikR / Asleikr dans Annebecq [?] (Orne) / tous les Anneville cf. Anneville-Ambourville (Seine-Maritime, Anslecvilla 1057). Ancien anthroponyme Anlec (attesté à Jersey en 1306 et à Hémevez vers 1320) cf. latinisation en Ansleicus.
- Ásviðr > anglo-scandinave ou vieux norrois de l'est Oswith dans Anvéville (Seine-Maritime, pays de Caux, Ovevillam vers 1210)
- Auðgrímr / AuðgrímR > anglo-scandinave Ougrim : Le Mesnil-au-Grain (Calvados, Maisnil Ougrin en 1198)
- Bároðr / Bárøðr dans [Cany]-Barville (Seine-Maritime, pays de Caux, Barevilla 1177 - 1178) et Barville (Barevilla XIIIe), voir Bari ci-dessus.
- Bifurr ou Bifliði dans Bifreville [?] (Seine-Maritime, pays de Caux, Saint-Martin-aux-Buneaux, Bifreville 1419) et Bivetot (Seine-Maritime, pays de Caux, Saint-Paër, Ham. de Byvetot 1633)
- *Bretakollr : anthroponyme hypothétique d'après le nom de personne anglo-scandinave Bretecol attesté, dans Brectouville (Manche, Cotentin, Britecolvilla 1159)
- Eymóðr peut-être dans Ymouville (Manche, Cotentin, Orval-sur-Sienne)
- Fastúlfr / FastulfR (vieux danois Fastulf) : Fatouville-Grestain (Eure, Fastovilla 1140), Fatouville, etc., Fastolessart (Saint-Vaast-d'Equiqueville, XIIe siècle).
- Flottamaðr > anglo-scandinave Floteman dans 3 Flottemanville, dont Flottemanville-Bocage (Manche, Flotemanvilla en 1147 et Flottemanvilla en 1250) et Flottemanville-Hague (Manche, villam que noncupatur Flotomannum en 1051 - 1066). Extrait du TVEGGIA P0STOLA SAGA PETRS OK PALS « Eigi em ek flottamaðr, helldr hraustr riddari mins konungs. Ef ec vissa eigi vist, at ek skyllda fyrir 4° þenna dauða koma til lifs oc dyrðar, þa munda... »[68]. Même élément dans le toponyme anglais Flotmanby (Yorkshire). Une forme du nom commun vieil anglais est flotmån(n) « marin, pirate, Viking »
- GangulfR (vieux danois Gangulf) dans Gauquetot (Seine-Maritime, Hameau à Riville, Gangetot 1177 - 1189; [Adam de] Gangetot, sans date) ou appellatif gangr « passage, corridor » comme Gangetoft, GB, Lincolnshire, Gangetoft 1242. Remarque l'évolution Gangulf > Gange- en 1177 ne va pas de soi, mais François de Beaurepaire constate que le second élément d'un nom de personne composé de deux éléments (-ulf dans ce cas) s'amuït souvent pour ne laisser qu'une trace sous forme de -e, par exemple : Gonneville-sur-Dives (Gonnolvilla en 1082, Gonnouvilla en 1198, Gonnevilla au XIVe siècle). Il dit implicitement qu'il a pu s'amuïr assez tôt (XIIe siècle) pour n'aboutir qu'à -e. Cf. les Gonneville, Gonnetot de Seine-Maritime[69]
- Geirmundr, variante GæiRmundr ou vieux danois Germund dans Grosmesnil (Saint-Romain-de-Colbosc, Germuntmesnil vers 1060) et Grémonville (Germu[n]divilla 1049). En revanche Gromesnil (Grosso masnili 1147), ancienne paroisse rattachée à Cottévrard contient l'adjectif roman gros au sens de « grand ». Remarque : il se superpose au nom de personne francique Germund. En France, le patronyme Germont est surtout attesté dans l'Orne et Grémont dans la Seine-Maritime. Régionalement Guermont est surtout attesté en Normandie.
- Grímketill (parait attesté) / *Grimkætill (formes contractées en Grímkell et vieux danois Grimkil) ou Geirsteinn dans Grinthéville (Manche, Clitourps, anciennement Grainthéville, Gerstenvilla [?]) dont le premier élément est vraisemblablement le même que dans Grímr / GrímR ci-dessus et le deuxième, la forme prise dans la Manche par ketill / kætill comme second élément devant un appellatif, c'est-à-dire réduit à -the- (alias -thé-) cf. ci-dessus Arthéglise, Ancteville et ci-dessous Teurthéville. Cependant, si la forme Gerstenvilla est juste, par métathèse *Grestenvilla > *Grentesville, sur Geirsteinn en vieux norrois.
- Grímmundr dans Grémontmesnil (Blangy-sur-Bresle, Grimont maisnil, Grimunt maisnil 1059[70], Grimunt maisnil 1170); Grimonval (Roncherolles-en-Bray, In Grimonvalle 1199)
- Gunnvǫr (vieux danois Gunnur, norvégien Gonnor), nom de femme, dans la Haie-Gonnor (ou la Haie-Gonord, Haia-Gonnor 1172; Haiam Gonnor 1199; la Haie-Gonnor 1762; La Haie-Gonnor 1953). Gonnor est la graphie régulière depuis le Moyen Âge, les formes modernes -Gonor ou -Gonord sont erronées.
- Hárekr (vieux danois Harek) ou Háreki dans Hacqueville (Eure, Haracavilla 1130, Harachivilla, sans date, Harachavilla 1234); Herqueville (Eure, Harachivilla 1150 [?], Harquevilla 1308); Herqueville (Manche, Cotentin, Herquevilla vers 1190); Herquetot (Cotentin, Vasteville, Herquetot 1417); Herquemoulin (Cotentin, Hague, Beaumont-Hague, près de Herqueville) (voir aussi Hergeirr ci-dessous); Herquemare (?) [Terroir de] (Seine-Maritime, pays de Caux, Harcanville, Herquemare 1580). Il se superpose au nom de personne germanique occidental Hariko (latinisé en Hairicus, Hericus), dont l'association avec -tot est improbable
- Hásteinn dans Hattenville (Seine-Maritime, Hastingi villa 1032 - 1035) / Hattentot (Seine-Maritime, Hastentot en 1456, de *Hásteinntoft cf. William de Hastentoft, baron anglo-normand) et Hattainville (Manche, Hasteinvilla vers 1175). Cet anthroponyme est souvent latinisé en Hastingus en latin médiéval
- *Helgimaðr dans Hecmanville (Eure, Heuguemanville 1331), le nom commun helgimaðr étant attesté en vieux norrois. Extrait du Morgunblaðið du 11 janvier 2001 : GEIRLAUGARSÝNIR « Æpti hún Geirlaug, . þá út í tún kom. Heyrðist henni helgimaðr. hringja klukku. Þá var þetta trítill. sem hristi brók sína. Svo var hún heimsk »[71]
- Herborg, nom de femme, dans Herbouville (Seine-Maritime, pays de Caux, Saint-Ouen-le-Mauger, Herborvilla, XIIe siècle, Herborvila 1217) / Herboumesnil (Herburmaisnil 1040-1066, Adigard des Gautries 1957, 155), la forme norvégienne moderne est Herbor. Possibilité de son correspondant germanique continental Heriburg
- Hermóðr / Hærmóðr : dans Hermeville (Hermodi villa fin XIIe siècle), plutôt que l'anthroponyme Hermod issu du germanique occidental (cf. vieux haut allemand Herimot)
- *Herfastr (ou vieux danois, vieux suédois Ar[n]fastr), probablement dans Leffard (Calvados,villa Sancte Marie de Erfast sans date; Beate Marie de Lerfast 1284; Lerfast en 1311 (charte de Villers-Canivet, n° 291). Le nom de personne Herfast était en usage dans la Normandie ducale.
- Hergeirr, latinisé en Herigarius[72] dans Herqueville (Manche, Herguevilla vers 1165; Herquevilla vers 1190, Hergueville, forme constante jusqu'au XVe siècle), Herquemoulin (Manche, Beaumont-Hague), Herquetot (Manche, Vasteville)
- HolmgæiRR / Hólmgeirr (vieux danois Holmger, vieux suédois Holger) dans Hougerville (Seine-Maritime, pays de Caux, Fécamp, Holgervilla sans date; Hogervilla, Hougervilla en 1207); Holgueville (Seine-Maritime, pays de Bray, Flamets-Frétils, Holguevilla 1156-1161)
- Hugleikr dans Heugleville-sur-Scie (Seine-Maritime, Huglevilla vers 1135) vers 1135 et Hugleville-en-Caux (Seine-Maritime, Huglevilla vers 1071). Islandais moderne Hugleikur. Ce nom est illustré par le Hygelac anglais du Beowulf. Chrétien de Troyes le latinise en Chlocilaicus.
- Hundólfr dans Huntolf (vers 1000) élément de toponyme disparu de la région au nord de Bricquebec et des Pieux (Cotentin); Hondouville (Eure, Hondovilla vers 1050); Andouville (Seine-Maritime, Saint-Paër, Hundovilla 1214); Champ-Houdouf (Le) (Fontenay-le-Pesnel, Campus Houdouf 1273, il peut s'agir aussi du nom de personne norrois UddulfR).
- Húskarl dans le toponyme latinisé disparu Vallis Huscalli à Flottemanville mentionné en 1274 et dans l'anthroponyme Huscaille cité à Omonville-la-Rogue en 1263. Remarque : Karli / Karl a souvent évolué en Caille- (exemple : Cailletot) devant un autre appellatif, cela correspond généralement à la francisation de Calle- (exemple Cal(le)tot) qui en est l'évolution régulière (effacement de [r] devant [l], assimilation)
- Ísarr dans Isaville (Morville-sur-Andelle, Isaville 1520) ou plutôt le nom biblique Isaac que l'on rencontre dans Camp-Isaac (Cottévrard, Eu cam Ysaac vers 1266) à 30 km et Landisacq (Orne, Landa Ysaac 1350)
- *Kaupmaðr (nom commun kaupmaðr « marchand ») dans Commanville (Seine-Maritime, pays de Caux, Cany-Barville, Commanvilla 1177-1189, Comanvillam fin XIIe siècle); Commanville (Seine-Maritime, pays de Caux, Isneauville); Commandal (Manche, le Vast). Cependant, bois de Commainville, Bourgogne.
- *Kirkjumaðr > anglo-scandinave Kirkeman dans Criquemanville, aussi Cricquemanville[73]. Le nom commun kirkjumaðr est attesté.
- Kolbeinn (ou Kolbæin) dans Compainville (Seine-Maritime, Coupeinvilla en 1191, Cobeinvilla vers 1200 et Cobbenivilla en 1237) avec attraction de l'ancien français compain, cas sujet de compagnon, devenu copain.
- Kolgrímr dans Valcongrain (Calvados, Ecclesia de Colgrino en 1096)
- *Kristmaðr (vieux suédois Kristman 1238, le nom commun kristmaðr est attesté en ancien norrois) dans la Haute- et Basse-Crémonville (Eure, Vexin, Saint-Étienne-du-Vauvray, Cremanville, 1840), mais plus probablement du nom d'homme germanique occidental Craman ou Caremannus comme dans Crémanville / Crémanfleur (pays d'Auge, Cramanflucti sans date)
- Liðvarðr dans Linverville (Livervilla 1175) qui convient mieux phonétiquement que le nom anglo-saxon Leofred / Levred
- *Marrfold ou *Marrfolk, anthoponymes norrois de circonstance servant à expliquer l'élément Marfo- du toponyme Marfauville à Fontenay, (Marfoville XIIIe siècle), bien qu'en principe les éléments FOLK et FOLD ne se retrouvent jamais en seconde position des noms de personnes. (voir ci-dessous : autre explication)
- Mikjáll, forme norroise correspondant à Michael (qui a aussi donné le nom français Michel), dans Miquetot (Seine-Maritime, pays de Caux, Angerville-la-Martel, Miketot sans date, [R. de] Mikieltot 1299, Miquieltot 1462-65, Micquetot 1583)[Notes 13]
- Morfar, mais aussi Morfare et Morfari. Il s'agit à l'origine d'un surnom signifiant « celui qui voyage en Islande » et comparable au sobriquet que les Islandais utilisent pour se dédigner eux-mêmes morlandi, composé à partir du mot morr « suif, graisse »[74]. Dans Montfarville (Morfarvilla 1260), peut-être Marfauville à Fontenay, (Marfoville XIIIe siècle) par métathèse *Morfa(r)ville > Marfoville, motivée principalement par les noms en Mare- (mare)
- Óspakr ou ÓspakR: Le Mesnil-Opac (Manche, Maisnillo Ospac 1180 - 1189)
- Skarpheðinn (cf. islandais moderne Skarphéðinn)[75] ou *Skarphiðinn dans Écrepintot (pays de Caux, Scripintot, fin XIIe siècle).
- SǽulfR / Siólfr dans Siouville (Cotentin, Seolvilla vers 1200, Syovilla vers 1280) et Sciotot (Cotentin, les Pieux) avec une graphie Sc- aberrante.
- *Sigbrandr dans Cibrantot (Terre de Sibrantot, 1676, mem. de la Société des antiquaires de Normandie, 1852). Forme reconstruite d'après l'ancien suédois, le norvégien Sigbrand et l'islandais Sigurbrandur, anthroponyme principalement norvégien[76].
- Sigfridr / Sigfreð (variantes de Sigfrøðr) dans Chiffretot (Calvados, pays d'Auge, Moutiers-Hubert); Chiffreteau (Orne, pays d'Ouche, Montreuil-l'Argillé, anciennement Chiffretot); Chiffrevast; Chiffreville (Sigefridisvilla 1035); Cheffreville-Tonnencourt (Sigefredivilla 1135, Seicfredi villa XIIe siècle). Il se superpose au germanique occidental Sigfrid(us), Sigfred(us) (vieux haut allemand Sigifrith) dont l'association avec -tot est improbable.
- Siggarðr (cf. norvégien Siggard) dans le Mesnil-Sigard. Seul l'emploi de cet anthroponyme postérieurement au IXe siècle et la consonne géminée g peuvent justifier du maintien d'un [g] intervocalique, excluant du même coup l'anthroponyme germanique Sighard, qui aurait abouti à *Siard par amuïssement régulier du [g] intervocalique, comme dans le patronyme franco-provençal Siard (en revanche la langue d'oc conserve régulièrement la consonne intervocalique d'où la forme Sicard issue du germanique continental).
- Siggautr dans Mesnil-Sigot (Mesnillum Segot, début XIIIe siècle; Mesnil-Segot 1451; Le Mesnil Sigot 1460-1461), Sigosville, ferme au Ham., Sigosville, hameau à Sainte-Mère-Église. Ne pas confondre avec le nom d'origine germanique continentale Sig(w)ald qui aurait donné *Siaud par amuïssement régulier du [g] intervocalique, comme le patronyme français Siaud (conservation régulière de la consonne intervocalique en occitan d'où Sigaud, Ségaud, parfois orthographié Sigot, issu du germanique continental et porté comme patronyme dans le midi).
- Sigmarr (variante vieux danois Sighmar) dans le Thuit-Simer (Eure, Tuyt Symer 1259) et Smermesnil
- Skammhals > vieux danois Skammel : Équemauville (Calvados, Scamelli Villae 1048), le Scamelbec (Seine-Maritime, ancien ruisseau à Moulineaux), Cannetot (Eure, Fourmetot, anciennement Scameltot)
- Styrkárr (vieux danois Styrkar) : Turcaville (Manche, Sturgarvilla 1048)
- Þórfríðr (vieux danois Thorfred) attesté dans les textes latins de la Normandie ducale sous les formes Torfredus ou Torfridus dans une dizaine de Touffreville, Touffréville et Touffrécal (Fresnoy-Folny, Torfrescalis en 1156-1161); Mesnil-Touffrey (Le) (Calvados, Barbery, Mesnillum Touffredi 1284, Mesnillum Toffredi M. Toufredi XIVe siècle)
- SvartungR > anglo-scandinave Swarting dans Surtainville (Manche, Sortinvilla vers 1062)
- Þormóðr (vieux danois Thormoth) : Trémauville (ex. : Trémauville, canton de Fauville-en-Caux, Tormodi villa en 1023[77], Tormot villa vers 1025); Tourmauville de Normandie (cf. Tourmauville, hameau de Baron-sur-Odon, Calvados, Tormovilla en 1172); Tourmetot, nom de lieu disparu du Bessin.
- Valgerðr (féminin) ou Valgarðr (masculin) > anglo-scandinave *Walgerth / Walgarth dans Vergetot (Seine-Maritime, pays de Caux, Walgertot fin XIIe siècle). cf. Walgarth Court (GB, Northampton, Holcot). Les anthroponymes germaniques occidentaux Waldgarius ou Wal(a)gerius ne conviennent pas car il n'est pas sûr qu'ils soient attestés par ailleurs en Normandie et il est peu probable qu'ils aient pu être associés à l'appellatif tot.
- Vifíll ou Vifill dans Veauville-les-Baons (Seine-Maritime, pays de Caux, Wivelvilla vers 1050)
- Vífríðr (vieux danois Wifrith)[78] dans Infreville (Eure, Roumois, Bourgtheroulde, Wifrevilla 1213; Wifrevilla Wifreivilla ; Iffrevilla 1215) et Vinfrainville (Seine-Maritime, pays de Caux, Cany-Barville, Wifreiville 1248). N'ayant aucune trace d'un t après Wi-, ces deux toponymes se situant dans l'aire de diffusion de la toponymie anglo-scandinave, il n'est pas nécessaire de proposer le nom de personne germanique continental Witfrid(us) qui convient moins bien.
- Víðarr (vieux suédois Wiar) dans Vierville (Manche, Calvados, Wiarevilla 1158) et sans doute Viertot (Seine-Maritime, pays de Caux, Épreville, Viertot 1412)
- Víðfari > anglo-scandinave Wivar dans Virville (Seine-Maritime, pays de Caux, Wivarevilla v. 1210) (cf. Weaverthorpe, jadis Wiveretorp v. 1110, GB et Wiverton, jadis Wivreton fin XIe siècle).
- Wiburgh (nom féminin vieux danois) ou plutôt son correspondant germanique occidental Wiburgis dans Ybourville (Seine-Maritime, Bouville, Wiborvillam fin XIIe siècle).
- *Ysteinn dans Inthéville (Manche, Cotentin, Fermanville, Usteinvilla vers 1170), variante du vieux norrois Eysteinn et Oysteinn, cf. ancien norvégien dialectal (Vestlandet) Ystein.

### Anciens prénoms norrois ayant donné des noms de famille normands
- Ásketill dans Ancretteville-sur-Mer ; Anquetierville ; Ancourteville-sur-Héricourt ; Anctoville ; Ancteville… pour un seul Anquetot. Noms de familles : Anquetil ; Anctil ; Anquetille ; Anquety ; Amptil ; etc.
- Ásbjǫrn / Ásbiǫrn > anglo-scandinave Osbern dans tous les Aubertot (lieu-dit à Hattenville, Osbertot 1210), Aubermare (Lieu-dit à Veulettes, Osbermare 1234); Aubermesnil (-Beaumais : Osberni maisnil 1040 - 66); Auberbosc (Osber boscus fin XIIe siècle); Auberville (-la-Manuel : Osberni villa vers 1040, sauf Auberville-sur-Eaulne et Auberville-sur-Yères qui ont pour formes anciennes Albertivilla : Albert > Aubert cf. Aubervilliers). Noms de familles Auber sans t final (avec t final = forme populaire d'Albert)
- *Ásfriðr (ancien danois Asfrith) se superpose au nom de personne germanique occidental Ansfred / Ansfrid (voir saint Ansfrid) d'où le grand nombre d’Amfreville dont les formes anciennes latinisées du type Ansfredi- / Anfridivilla aux XIe et XIIe siècles excluent tout recours au nom de personne féminin Ásfríðr. Il est bien attesté dans les textes de la Normandie ducale souvent latinisé en Ansfredus / Ansfridus. Noms de familles : Anfry ; Lanfry (cf. Lanfry) ; Anfray ; Anfrey et Anfrie (peut-être matronyme, d'après le nom de personne féminin Ásfríðr)
- Ásgautr dans les Angoville. Noms de familles : Angot
- Ásulfr / ÁsulfR (vieux danois Asulf) dans Anxtot (pays de Caux, Ansoltot 1050-1060). Anglo-scandinave Osulf / Osolf dans les Auzouville (-l'Esneval : Osulfi villae 1074; -Auberbosc : Osouvilla 1220; -sur-Ry: Osulvilla 1083 - 87); Ozeville; Auzebosc; peut-être Austhot près d'Ozeville (Manche, Ostot 1753 - 1785). Noms de familles : Auzou, Auzout (Seine-Maritime), Auzoux, Osouf (Cotentin)
- Auðbjǫrg, nom féminin[79] qui se superpose au nom de famille germanique continental Audburg(is) / Odburg ou Alburg(is) dans Ambourville (Seine-Maritime, Auborvilla en 1122 ; Otburvilla au XIIe siècle) et Ambrumesnil (Seine-Maritime, Aubrumesnil 1264) et se perpétue dans le nom de famille Aubourg surtout fréquent en Normandie
- Bjǫrnulfr / Björnúlfr > anglo-scandinave Bernulf / Bernolf / *Burnolf dans Bénouville (Calvados, Burnolfivilla en 1066); peut-être Bernouville (Eure, Bernovilla XIe siècle); Bénouville (Seine-Maritime, Bernovilla 1166 - 73) peut-être aussi germanique occidental Bernoldus pour ces deux derniers exemples cf. Saint-Pierre-Bénouville : Bernoldivillam XIIe, Bernoldi villam en 1137-1175). Noms de familles : Burnouf (Cotentin); Burnoult (Ille-et-Vilaine); Bernout (Orne) et Bernoult (Cotentin)
- Bósi (vieux danois Bosi), confondu avec le nom franc Boso : Beuzeville (Bosevilla 1078 - 1087); Beuzeville-la-Grenier (Boseville 1172 - 1178), etc. Beuzebosc; Beuzemouchel; Beuzeval; Beuzemare. Noms de familles : Beux et Beuzelin (cf. Grand fief Beuzelin à Beuzemouchel)
- Farmaðr / Farmann (vieux danois Farman) > anglo-scandinave Farman(n) : Ferambosc (Seine-Maritime, pays de Caux, Vattetot-sous-Beaumont, Farmanboc 1198), Fermanville (Manche, Farmanvilla fin XIIe siècle), Saint-Denis-le-Ferment (Eure, Sanctus Dionisius de Farman 1199), nom de famille Ferment centré sur la Seine-Maritime. Historiquement l'anthroponyme est bien attesté : on relève ainsi à Varengeville-sur-Mer un prêtre du nom de Farmannus vers 1165 - 1173 et dans les Magni Rotuli un certain Walterus Farman (noté Farmam) en 1180, ainsi qu'un Willelmus Ferman en 1198[80].
- Gulli (vieux suédois Golle) > anglo-scandinave Golle : Golleville (Manche, Golevilla, Gollevilla 12th - 13th c.) cf. Willelmus Goles mentionné à Audouville-la-Hubert et Ulf de Westerne, pater Golle 1218 (Yorkshire). Nom de famille Golle (Équeurdreville).
- Gunnulfr / Gunnólfr dans certains Gonneville (Gonneville-sur-Dives, Gonnolvilla 1082, Gunnolvilla 1135, Gonnouvilla 1198); Guenouville (Gonovilla / Gonnovilla 1211) et peut-être Gonnetot. Noms de familles Gounouf et Gounout
- Gunnfríðr (nom de femme) dans les Gonfreville (-Caillot : Gunfredi villa XIIe siècle) et Mesnil-Gonfroy. Il se superpose au nom masculin d'origine germanique occidentale Gundofridus / Guntfridus. Noms de familles Gonfray; Gonfrey; Gonfroy; Gonfré et Gonfre (matronyme ?)
- Hjalti > anglo-scandinave Helte dans Héauville (Manche, Heltvilla vers 1081), plutôt que son correspondant francique Helto / Heltus. Nom de famille Heute
- Ingulfr / IngulfR (vieux danois Ingulf) dans Ingouville (Ingulfi villam 990, Ingolivillam 1025), Ingouville (Moult, Ingulfivilla 1082, Ygouville 1172) et Digosville (Manche, Dingouville pour *d'Ingouville). Noms de familles Ingouf, Ygout
- Njáll (cf. la saga de Njáll le Brûlé) dans Néville-sur-Mer, Néville et Néhou. Nom de famille Néel). Il s'agit d'un emprunt du norrois au gaélique Nial
- Ketill ou Kætill dans Quettehou, Quettetot, Quetteville, Cretteville. Noms de familles Quétil, Quétel
- Osmundr, variante du vieux norrois Ásmundr dans tous les Omonville et Osmonville. Noms de famille Osmont; Omont ; Osmond, etc.
- Særli, issu du vieux haut allemand Sarilo[81] se superpose à ce dernier, d'où les nombreux Serlon, fréquents dans la Normandie ducale. Dans les toponymes : Saint-Aubin-Celloville (Seine-Maritime, Serlovilla 1040 - 1049), Saint-Aubin-de-Scellon (Eure, St. Albinus de Sellon 1251)
- Styrr (vieux danois Styr) : noms de familles Estur, Étur, dans Eturville (Sturvilla 1165, Manche), Etreville (Sturivilla v. 1054, Esturvilla v. 1148, Eure), latinisé en Esturus dans les textes
- Þórgarðr / Þorgarðr (vieux danois Thorgarth / Thorgard), nom plutôt féminin (> nom de famille Tougard : peu représenté dans la toponymie, ferme Tougard (Tocqueville-les-Murs) et sans doute Toucard (Bosc-le-Hard, Vav. nommée Toucard 1600)
- Þórgautr (vieux danois Thurgot) : nom de famille : Turgot) dans Turgotuit (Torgotuit 1252) sur la commune d'Ypreville-Biville (Seine-Maritime), composé avec le vieux normand thuit « essart » et dans Turgauville (Torgovilla 1215) à Gonfreville-l'Orcher (Seine-Maritime).
- Þórgísl / Þorgils (vieux danois Thorgisl) « otage de thor » : nom de famille Turgis, Tourgis) dans Tourgéville et Turgisville (ancien nom de Saint-Jean-de-la-Rivière). Noms de famille Sturgis / Sturges formes contractées de Fitz Turgis = Þorgilsson « fils de Turgis »
- Þórkætill / Þorketill : patronymes Tourquetil, Turquetil, Teurquetil, Turquety, Teurquetille, Truptil dans Teurthéville-Hague (Manche, Torquetevilla XIIe siècle), etc.
- Þórlakr / ÞórlakR (vieux danois latinisé Torlacus) : nom de famille disparu Tourlaque [?] cf. la rue Tourlaque à Paris, dans Tourlaville (Manche, Cotentin, Torlachvilla 1063 - 1066); Toulaville (Calvados, pays d'Auge, Torlavilla 1198), Tous-les-Mesnil (Seine-Maritime, pays de Caux, Tourlamesnil, Toulamesnil 1328).
- Þorsteinn / Þórstæinn très peu répandu en toponymie alors qu'il est le nom de famille normand d'origine scandinave le plus fréquent (Toutain, Tostain, Toustain), sans doute parce qu'il existe un Saint-Toutain dans la Sarthe et qu'il a été donné comme nom de baptême. Dans Torsteinvilla (1146, nom de lieu disparu du pays de Caux); Toutainville (Eure, Roumois, Turstinivilla vers 1080); la Pierre Toutain (Eure, Bacqueville, Toutain signifiant précisément « la pierre de Thor »); Puits-Toutain (Seine-Maritime, rue du Puits Toutain en 1586); Toustinmesnil (Manche, Méautis, Tusteinmesnil 1155); Bois-Toutain (Le) (Seine-Maritime, Fief de Saint-Martin-aux-Arbres dit vulgairement le Bois Toustain relevant de la bar. de Saint-Gervais en 1776); le Lieu-Toutain (Calvados, Bonnebosq). Cf. Wace, Roman de Rou, 196 : « Tustein Fitz-Rou [Þorsteinn Hrólfsson] le Blanc out non ; Al Bec de Caux avoit maison » vers 1160
- Þórvaldr > anglo-scandinave Thorold : dans Turretot / les Trouville; Bourgtheroulde (Eure, Roumois); Thérouldeville (Seine-Maritime); Troudeval (Seine-Maritime, In Théroudivalle 1271); etc. Noms de familles Throude, Troude, Théroude, Thouroude, Touroude)
- Ulfr / UlfR / Úlfr (vieux danois Ulf) : nom de famille Ouf dans Ouville ; par contre Oudalle contient plutôt ulfr au sens littéral de « loup » cf. Croixdalle (jadis Craudalle) formé avec crāwe (corneille, mod. crow).
- Vígautr (vieux danois Wigot) dans le Mesnil-Vigot (Manche, Maisnillum Wigoti 1206) et Igoville (Eure, Vigovilla vers 1240), d'où le nom de famille Vigot, attesté essentiellement dans la Manche à époque ancienne. Il existe un autre foyer du patronyme Vigot en Bourgogne, mais il remonte au francique Widgaud ou plus probablement au burgonde.
- Vímundr (vieux danois Wemund / *Wimund) : peut-être noms de famille Ymont et Vimont dans Bois-Himont (Bosco Wimont 1224), Saint-Vigor-d'Ymonville (Seine-Maritime, pays de Caux, Wimondevilla vers 1180). En revanche Ymonville (Seine-Maritime, pays de Caux, La Poterie-Cap-d'Antifer, Witmundivillam vers 1040; Wimontvilla 1210) contient le nom de personne francique Widmund(us). Pour les deux autres lieux Bosco Wimont 1224 et Wimondevilla 1180, ces formes sont trop tardives pour permettre de se prononcer, car à l'époque [d] avait déjà pu s'amuïr. Le patronyme étant nettement centré sur la Normandie, il y a dû y avoir collusion entre les deux anthroponymes.

### Noms de personne anglo-saxons dans la toponymie normande

#### noms simples
- Broc dans Brosville (Eure, Broovilla vers 1190) et le hameau homonyme à Saint-Étienne-sous-Bailleul (Eure, Brochvilla ou Brothvilla 1025). Un certain Goiffredus Broc est mentionné dans la région de Bernay en 1025. Cependant, nom de personne scandinave Brokkr de même sens (voir ci-dessus)
- Cud(d)a dans Coudeville (Manche, Coudevilla vers 1280). cf. Cudham (GB, Gtr London, Codeham 1086); Cudworth (GB, Somerset, Cudeworde 1086))[82]
- Dudda / Dodda dans Doudeville (Seine-Maritime, Dodevilla XIIe siècle)
- Duddel dans Doudeauville (Seine-Maritime, Dudelvilla 1152); Doudeauville-en-Vexin (Eure, Dudelvilla XIIe siècle)
- Hwita dans Vitot / Iville (Eure); Yville-sur-Seine (Seine-Maritime, Wit villam vers 1025), etc. cf. Whittington (GB, Staffordshire, Hwituntun 925); Whittingham (GB, Cumbria, Hwitincham vers 1050)[83], etc. On peut y voir cependant le nom de personne vieux norrois Hvítr (vieux danois Hwit) > anglo-scandinave *Wit
- Lufa dans Louvetot (Luvetoth 1024 - 1026), Louvedalle [?] cf. Leesthorpe (GB, Luvestorp XIe siècle); Lovington (GB, Somerset, Lovintun 1086); Luppitt (GB, Devonshire, Lovapit 1086)[84]; etc.
- Smala dans Saint-Sauveur-d'Émalleville (Seine-Maritime, pays de Caux, Esmallevilla 1177-1189) et Émalleville (Eure, Smalavilla et Esmalevila 1170). Il existe aussi l'adjectif smálr « petit » en ancien norrois qui a pu être utilisé comme surnom *Smálr. cf. Smalby, Danemark

#### composés avec l'élémentstān(pierre)
- Æðelstān (Æthelstan), forme réduite Alestan dans Lestanville (Calvados, anciennement Alestanvilla 1195). cf. L'Etantot (Seine-Maritime, anciennement Alestantot).
- Dunstān (Dunstan) dans Dénestanville (Dunestanvilla 1142)
- Leodstān ou Leofstān, forme réduite Lestan dans Lestanville (Seine-Maritime, pays de Caux) et Létantot.
- Winstān > anglais moderne Winston dans Vénestanville (Wenestanvillam XIIe siècle).

#### autres composés
- Alware (forme anglo-saxonne du nom de personne norrois Alfvard / *Alfvǫrðr) dans le Mesnil-au-Val (Manche, Mesnillo Auvar XIIe siècle; Mesnillo Awari 1220), dans le pratum al War cité dans un titre de l'abbaye de Cherbourg et dans Varville (Manche, Avarville 1270)
- Æðelwine > Alwin : Alvintot, Alvimare, Alvimbuc (Alvinbusc w. d.)
- Æðelwold : Allouville-Bellefosse (Adelolvilla vers 1050) cf. Alwoodley (GB, Leeds, Aluuoldelei 1086, Adelualdesleia 1166)[85]
- Baldhere dans Beautot (Baltretoth vers 1025; Baudretot 1210) cf. Baldersby (GB, Baldrebi 1086); Bawdeswell (GB, Norfolk, Baldereswella 1086); Bawdsey (GB, Suffolk, Baldereseia 1086)[86]
- Bardulf / Bardolf [?], nom porté par les barons Bardolf, lié à la paroisse de Stoke Bardolph en Angleterre et dans Bardouville dans le Roumois (Bardulfi villa vers 1060)
- Calvert : Cauverville-en-Roumois (Calvervilla 1236 - 1244), etc. cf. GB Calverton, Calverhall, Calverley
- *Culvert dans les nombreux Cuverville (Culvertvilla XIIe siècle, Culverti villam 1034, etc.), nom anglo-scandinave et les nombreux toponymes anglais contenant l'élément Culvert-, comme Culverthorpe (en); Kilwardby (Culvertebi vers 1125); Culverton, etc.
- Cynemund : Quinemontot (Offranville, Quinemontot 1328). Nom rare porté par un évêque d’Hereford au IXe siècle. cf. GB, Chenemundescot 1086
- Cynewald > Kenewald dans Canouville (Kenualdi villa 1025-26). Cynewald, nom porté par un roi de Mercie au VIe siècle. Kenewald est encore attesté dans un poème anglo-normand du XIIIe siècle La vie Seinte Audrée (« Grant ost et grant gens assembla. Et soer Kenewald les mena. Cil n'out aye ne socurs, Si l'estuet aler ailliurs. Tot son reaume deguerpi. Et au rei Anne s'enfui. Cil bon rei Anne le retint Treis anz entiers; issi avint Ke il receut crestienté .. »
- Grimbold dans Saint-Sulpice-de-Grimbouville (Eure, Grimboldi villam au XIIe siècle); Graimbouville (Seine-Maritime, Grimbovilla 1165/83)
- Hardekin dans Harcanville (Harkenvilla XIIe siècle). Nom attesté au XIe siècle dans les Pipe Rolls du Norfolk (Edwinus, Rogerus filius Hardekin 1175)[87]
- Leodman / Ledman : Limanville (Seine-Maritime, pays de Caux, Saint-Vaast-Dieppedalle, Letmanvilla vers 1060, Lemainsville 1147) et peut-être Limanvoie (Limanveie 1238) à 22 km
- Morcar dans Moncarville (Manche, Cotentin, Gouville-sur-Mer, Moncarvilla 1180). La forme de 1180, tardive, ne permet pas d'identifier avec plus de certitude l'anthroponyme contenu dans ce toponymes en -ville. Cependant, une évolution Mor- > Mon- est tout à fait possible, puisqu'elle a affecté Montfarville (Manche, Cotentin, Morfarvilla 1280) quoique plus tardivement. Ce nom est porté, entre autres, par Morcar, roi de Mercie
- Ōswid : Anvéville (Seine-Maritime, pays de Caux, Ovevillam vers 1210, Onvéville XIIIe siècle → XVIIIe siècle), issu du nom norrois Ásviðr (vieux danois Aswith).
- Pening, Penning dans Pénitot (Manche, Vasteville) [?]
- Sæwald / Siwold dans Saumont-la-Poterie (Seine-Maritime, pays de Bray, Seiwaltmont 1043 ou Seiwalt mont vers 1043, de Mont sewolt 1046-1048); Siouville (Cotentin Seolvilla vers 1200) / Sciotot (Cotentin, les Pieux), bien que les noms de personnes norrois SǽulfR / Siólfr conviennent aussi pour ce couple toponymique. Il est possible pour Saumont de faire appel au nom de personne norrois Sigvaldr (vieux danois Sighwaldi) ou encore Sævaldi qui conviennent aussi

### Noms de baptême romans ou germaniques occidentaux associés à des appellatifs scandinaves
Il en existe quelques-uns, mais ils sont beaucoup plus rares que les formules "nom d'homme norrois + appellatif roman". Peut-être résultent-ils, pour certains d'entre-eux, du baptême d'hommes scandinaves ayant pris un autre patronyme comme Hrolfr (Rouf, Rou, Rollon), comte de Rouen, baptisé sous le nom de Robert. Il convient de distinguer ces anthroponymes germaniques et romans fréquents (Yves, Guérard, Hébert, Robert, Martin, Thibout, Raoul, etc.), déjà très peu utilisés avec un appellatif scandinave, d'avec des noms germaniques composés ou hypocoristiques (diminutifs, généralement en -o) plus rares qui n'ont pas pu se combiner avec un appellatif scandinave, parce qu'ils n'ont pas été utilisés aussi tardivement ou de manière beaucoup trop sporadiques.
- -crique
  - Yves dans Yvecrique (Ivecriche XIIe siècle)
- -tot
  - Arnoult (variante d’Arnaud) dans Hernetot (Calvados, pays d'Auge, Saint-Ouen-du-Mesnil-Oger, Ernetot, Ernottot 1210, Ernoltot 1269, Arnetot 1723). Cependant, étant donné l'association avec -tot, il est sans doute préférable d'y reconnaître le nom de personne scandinave ArnulfR / Arnulfr
  - Barbé / Barbet dans Barbetot (Seine-Maritime, Épretot), surnom roman fréquent signifiant « le Barbu » qui s'est aussi combiné avec l'appellatif d'origine anglo-scandinave -fleu dans Barfleur, anciennement Barbefleu et avec -ville dans Barbeville (Manche). Il doit traduire, dans ce contexte, le scandinave Skeggi de même sens que l'on retrouve dans Écuquetot (Seine-Maritime, à 10 km de Barbetot) et dans Équiqueville (Seine-Maritime)
  - Guérard (forme normanno-picarde de Gérard) dans Gratot (Manche, Guerartot 1253) cf. Graval; Graville; Bosc-Guérard-Saint-Adrien (Seine-Maritime); etc.
  - Martin dans Martintot (Manche, Siouville-Hague) . Cf. nombreux Martainville et Saint-Martin-
  - Herbert dans Saint-André-d'Hébertot (Calvados). L'anthroponyme Herbert est aussi utilisé en vieux norrois cf. nom de famille Hébert resté commun en Normandie. Héberville (Seine-Maritime, pays de Caux); Thuit-Hébert (Eure, Roumois, voir ci-dessous)
  - Robert dans Robertot (Seine-Maritime)
  - Thibout, forme alternative de Thibaut dans Thiboutot (Seine-Maritime, Maniquerville, Thiboutot 1107) et Thiboutot (Seine-Maritime, Biville-sur-Mer, transfert ?) cf. Thibouville (Eure); Saint-Denis-le-Thiboult (Eure), similaire à Thebeltoft (GB, Wymondham, Leicester, Fees terra de Henrii de Thebeltoft, Henricus de tybetoft 1242)
  - Yves, ancien cas régime Yvon, dans Yvetot-Bocage (Manche, Ivetot 1056); Yvetot (Seine-Maritime, Ivetoht 1025 - 1026) cf. Yvecrique et Ismesnil (Ivemesnil); le Bosc-Yves (Eure); La Chapelle-Yvon (Calvados); etc.
- Thuit-
  - Hébert dans Thuit-Hébert (Eure)
  - Signol dans Le Thuit-Signol (Eure)

### Anthroponymes hypothétiques
- *Blacward (anglo-saxon) dans Saint-Mards-de-Blacarville (Blacuardi villa XIe siècle)
- *Eiðmóðr (vieux norrois) dans Ymauville (Seine-Maritime, pays de Caux, Idmotvilla 1154) plutôt qu'un hypothétique germanique *Widmodus. L'élément germanique MOD > vieux norrois móðr se retrouve dans l'anthroponyme Þormóðr (voir ci-dessous) bien attesté dans des toponymes et sous la forme francisée Tormod.
- *Ímbrandr (vieux norrois) dans Imbranville (Manche). Comparer avec Brandr ci-dessus qui a donné les Branville et Brainville. L'hypothèse d'un premier élément Im- se justifie par exemple pour son utilisation dans *Ímvaldr forme reconstruite d’Ímaldr bien attesté[88].
- *Leodgrim ou *Leofgrim (anglo-saxon) : Lingreville (Legrinvilla 1056 - 1066)
- *Mun(d)kárr (vieux norrois) plutôt que Mun(d)gæiRR ou Mun(d)gærð dans Montcarville (Manche, Cotentin, Gouville-sur-Mer, Moncarvilla 1180)
- *Peola (anglo-saxon) dans Pelletot (Peletot XIIe siècle) cf. GB, Pelsall (Peoleshale 996), Pelton, etc.
- *Scarding (anglo-scandinave) : Écardenville-sur-Eure (Eure, Scherdanvilla ar. 1055 - 1067), Écardenville-la-Campagne (Eure, campagne du Neubourg, Esquardenville 1327) cf. GB, Scarthingwell (Scardingwell 1202), Scredington (Scredintune, Domesday Book), peut-être basé sur l'anthroponyme vieux norrois Skarði (vieux danois Scarthi) + suffixe -ing
- *Skobarda (anglo-scandinave) [?] : Écombarville (Escobardevilla 1210); Val-Escombart (1540) à Senneville-sur-Fécamp; Ecombart (Angerville-la-Martel, Le Busquet ad Escombars fin XIVe siècle, Escombart 1556). Anthroponyme conjecturel formé des éléments SKO « incision, précipice, score » (comme dans le nom Skorargeirr) et BARD > ancien norrois barð « bord, rebord, nez d'un bateau, bateau » ou ancien saxon barda « petite hache » (comme dans le nom Ráðbarðr). La forme de 1210 ne permet pas de prouver l'évolution *Escor- > Esco- qui reste hypothétique. Cependant, on peut noter la présence du patronyme Scobard à Campneuseville au XIXe siècle[89] et Scobart dans le pays de Bray également. Cependant, le patronyme devrait être *Écobart / -d. IL semble bien qu'il soit en réalité une altération du nom de personne Cobart. En effet, un personnage est attesté deux fois l'un sous la forme Narcisse Cobart et l'autre sous la forme Narcisse Scobart, par mécoupe entre le prénom et le nom de famille[90]
- *Sedeman (anglo-scandinave) apparenté au scots Sedeman, Sedman, Seidman désignant un négociant en graines[91] dans Septimanville à Saint-Martin-aux-Buneaux (Seine-Maritime, pays de Caux, Setdemannivilla, Sedemanvilla vers 1060). On note qu'il existe un nom de famille Sedemann attesté en Norvège.
- *Snaegeirr (vieux norrois) dans Négreville (Manche, Cotentin, Esnegervilla 1185 - 1189)
- *Snuter (anglo-saxon) : Sainte-Opportune-la-Mare (Esnutrivillam 1025), Nètreville (Esnetrevilla vers 1160) cf. GB, Snitterton (Snuterton XIIe siècle), Sniterley (Snuterlea XIe siècle)
- *Swartkin, *Swartikin (anglo-saxon ou anglo-scandinave) : Sorquainville (Seine-Maritime, pays de Caux, Soartichin villa 1032 - 1035)

## Remarque générale
Certes, ces listes ne sont pas exhaustives, mais elles donnent un aperçu de l'importance de la colonisation anglo-scandinave en Normandie à partir du Xe siècle. Cependant, la répartition de ces toponymes ne donne aucune idée sur l'importance du nombre de colons par rapport à la population autochtone. Toujours est-il que les régions du sud du pays ont toujours été peu peuplées, comparées à celles du nord où se trouve la majorité de ces toponymes.

## Des noms de lieux bretons en Normandie?
Léon Fleuriot écrit que « la Normandie est particulièrement riche en toponymes bretons. Il y aurait là un sujet de recherches. On a signalé qu'autour de Saint-Samson-de-la-Roque (Pentale), nous trouvons Saint-Thurien et trois Saint-Maclou. Villers-Canivet et Saint-Pierre-Canivet dans le Calvados (Quenivetum en 1150, Kenivet en 1195) peuvent contenir l'anthroponyme vieux breton Catnimet, aujourd'hui Canevet. ». Cette remarque s'inscrit dans une tentative plus vaste de la part de l'auteur de déterminer par la toponymie l'aire de répartition des premiers migrants bretons sur le continent. Pour la seule Normandie, Léon Fleuriot compte en tout 19 Bretteville, dont 4 seulement dans le Cotentin, et affirme qu'il n'y a « aucune raison de supposer une colonisation bretonne entre Bayeux et la Seine à la fin du IXe siècle ». Pour lui ils sont « en rapport avec les premières vagues de migrations bretonnes du IVe au VIe siècle » (en italique dans le texte). Les Bretteville (généralement attesté sous la forme Bretevilla dès le XIe siècle) sont des formations médiévales de type Brete vil(l)e « domaine rural ou village breton » et de nombreux auteurs identifient l'existence de ce type toponymique (9 communes ou anciennes paroisses, ainsi que de nombreux hameaux) à une colonisation bretonne sur les côtes normandes, contemporaine à celle de l'Armorique.
André Chédeville et Hubert Guillotel reprennent l'idée d'une colonisation précoce d'une partie de la Normandie par les Bretons. Ils s'appuient sur plusieurs faits. Ainsi, les quatre paroisses situées à l'embouchure de la Seine relevant du diocèse de Dol, auraient été offertes selon une tradition bien attestée par Childebert à saint Samson. Une autre tradition hagiographique aurait fait de saint Tudual un évêque de Lisieux. Enfin, ils s'appuient à leur tour sur la série de 19 toponymes en Brette-Bretteville en Normandie, indiquant que « certains y voient les traces d'une immigration venue de Grande-Bretagne, d'autres les attribuent - avec moins de vraisemblance - à une implantation plus tardive, venue de Bretagne continentale ».
Ces affirmations appellent trois remarques : d'une part, le culte de saints bretons n'implique pas une colonisation bretonne, pas plus que le culte de saints italiens (cf. Saint-Cénery-le-Gérei) ou le culte de saints irlandais (cf. Saint-Saëns) n'impliquent celles d'italiens ou d'irlandais à la même époque. Certes, les futurs saints peuvent avoir été présents, souvent individuellement, ou bien ce culte peut-il n'être lié qu'à la simple possession de reliques. D'autre part, Canivet s'explique aussi bien phonétiquement par la forme normande de chanvre, jadis aussi chanve, issu du bas-latin canava (fem.) et cannapus (masc.) suivi du suffixe -etu(m),, d'où *Cannabetum « chènevière » > Canivet (Quenniveto 1144-1158), la culture du chanvre étant bien attestée dans la région de Falaise. Quant à la graphie avec k, elle est souvent utilisée dans la documentation propre à la Normandie ducale, et au-delà en ancien français. Même remarque pour Carnet (Avranchin, Kerneth 1151, Chernetum 1168), qui n'est pas un nom breton isolé en Ker-, mais plus vraisemblablement un ancien *Carnate gaulois « lieu où il y a des pierres » ou un ancien *CARPINETU gallo-roman « endroit où poussent des charmes », l'action fermante de [r] a souvent transformé le groupe [ar] en [er] dans la région cf. argent > normand ergent.
On distingue bien quelques anthroponymes bretons à la mode (Harscouët dans Saint-Hilaire-du-Harcouët), surtout dans l'Avranchin, mais qui remontent à la Normandie ducale.
François de Beaurepaire constate que l'on peut fixer comme dates les plus anciennes pour les toponymes en -ville de la Seine-Maritime et de la Manche, le VIIe ou VIIIe siècle (cf. ci-dessus). En outre, il fait observer que tous les Bretteville sont situés dans la zone de diffusion des toponymes anglo-scandinaves (tout comme les Anglesqueville et Englesqueville « domaine rural anglais » contigus),. De même, les couples typiques de la période normannique Bretteville-du-Grand-Caux et sa mare (mare étant issu du vieux norrois marr) de Brettemare, tout comme Brettelonde, hameau voisin de Bretteville-l'Orgueilleuse (londe étant issu du vieux norrois lundr « bosquet ») confirment cette hypothèse, quant à l'élément Brectou- dans le toponyme Brectouville (Britecolvilla 1159), il va dans ce sens, puisque ce toponyme en -ville est généralement considéré comme composé avec l'anthroponyme scandinave *Bretakollr (anglo-scandinave Bretecol, bien attesté), sur la base de Breta- « (du) Breton ». De plus, il n'y a aucun Bretteville dans l'Avranchin, zone pourtant contiguë de la Bretagne nord (Bretagne nord où les spécialistes discernent nettement la présence de toponymes brittoniques bien identifiés qui s'arrêtent à l'ouest de l'ancien cours du Couesnon cf. Roz-sur-Couesnon). Ernest Nègre note que l'hypothèse de François de Beaurepaire est « la plus invraisemblable » sans toutefois apporter d'argument. Toujours est-il, qu'outre l'anomalie d'une datation des formations en -ville antérieurement à la fin du VIe siècle, on ne voit pas pourquoi les immigrés bretons des premières vagues qui ont touché l'Armorique, auraient systématiquement évité l'Avranchin (aussi quasiment exempt de toponymes norrois) pour ne s'installer que dans les seules zones de futur peuplement anglo-scandinave. Il s'agit d'émigrés de Grande-Bretagne, c'est-à-dire de [Grand]-Bretons, arrivés avec les colons nordiques.
Il existe bien quelques noms de lieux qui évoquent la présence de Brittus ou de Brittanus dans la toponymie normande, antérieurs à la pénétration anglo-scandinave du IXe siècle, mais ils ne sont ni différents, ni plus nombreux qu'ailleurs en France, comme le type toponymique Brétigny  (cf. Brétigny, Eure, Breteni au XIIe siècle) ou Brétignolles (cf. la variante Bretagnolles, Eure, Bretegniollis vers 1210), à mettre en rapport avec la présence de Bretons en Gaule à la fin de l'Empire Romain. Le nom Brittanus a aussi été utilisé dans un composé roman en -val : Berneval-le-Grand (Seine-Maritime, Brittenevalle en 750 et 775).